# LUCIFER/ルシファー
『LUCIFER/ルシファー』は、アメリカ合衆国の "ファンタジー・警察・コメディー" テレビドラマシリーズである。ニール・ゲイマンらによって創作されたDCコミックスの『サンドマン』に登場し、後に『LUCIFER』で主人公となった"ルシファー・モーニングスター"のキャラクターに基づいている。シーズン3まではFOXによって放送され、シーズン4から6まではNetflixにより配信されて完結した。

## 概要
"地獄の王"であることに退屈し、ロサンゼルスで高級ナイトクラブを経営しながらロサンゼルス市警察のコンサルタントとなる、堕天使ルシファー・モーニングスターを主人公とする。ルシファーは不死身の肉体を持ち、人間が心の奥底に秘めた欲望を語らせることができる。クロエ・デッカー刑事と恋に落ち、父なる神をはじめとする家族との関係に悩む。
一話完結の事件解決物でありながら、神や女神、天使である家族とルシファーとの関係、そしてクロエ刑事と彼女の家族との関係の変化がサイドストーリーとして描かれる。
シリーズはワーナー・ブラザース・テレビジョンによって製作された。シーズン1から3はFOXによって放送された。シーズン3は当初26エピソードの予定であったが2エピソードはシーズン4に延期された。ところが、2018年5月11日、シーズン3をもって打ち切ることが発表された。同年5月14日に最終エピソード24話が放送されたのち、延期された2話は同年5月28日に放送された。2018年6月15日、Netflixがシーズン4を配信すると発表され、2019年5月8日にNetflixオリジナルとして配信された。2019年6月、シーズン5の製作が発表された。シーズン5は前半8話、後半8話の二回に分けて配信され、前半は2020年8月21日に、後半は2021年5月28日に配信された。最終シーズンとなるシーズン6は2021年9月10日に配信された。
日本ではS1-S3はAmazonビデオとNetflixが配信し、S4はNetflixが独占配信している。2017年11月14日からはAXNでシーズン1が、2018年11月3日からはシーズン2が放送され、2019年10月16日からはシーズン3が放送された。2019年5月からはDlifeでもシーズン1が放送されている。またS1-S3のDVDがワーナー・ブラザースから発売されている。

## 登場人物

### メイン
- ルシファー・モーニングスター (サマエル) (Lucifer Morningstar)
  - 演 - トム・エリス[7]、日本語吹替 - 遠藤大智[8]
  - 地獄の王。かつて父なる神に歯向かって敗れた後、地獄の管理を任されたが、退屈のあまり地上へ出奔（番組冒頭のテロップでは「休暇(vacation)」と表現されている）。
  - 5年にわたりロサンゼルスのナイトクラブ“LUX（ラックス）”のオーナーをするプレイボーイである。クロエに興味を持ち、ロサンゼルス市警のコンサルタントとなって事件解決に協力する。
  - 自分が悪魔（堕天使）であることは隠さず、常に公言するが、誰もそれを信じない。感情が高ぶると瞳が赤く発光する。
  - 視線を合わせることで人間が心の奥に隠した欲望を吐露させる力があるが、なぜかクロエにだけは通用しない。
  - 不死身だが、クロエの周辺ではその性質は失われる。
  - 背中には天使の翼を切り落とした大きな傷跡が残っている。
  - 愛車は黒のシボレー・コルベットC1で、ナンバーは「FALLN1N1」（fallen one＝堕ちし者のもじり）。
- クロエ・デッカー (Chloe Decker)
  - 演 - ローレン・ジャーマン[9]、日本語吹替 - 佐古真弓[8]
  - ロサンゼルス市警殺人課の刑事。
  - 同僚の不正を疑い彼の昏睡状態を招いた「パルメット事件」の影響で、他の刑事からは白眼視されている。
  - 母親は「1980年代B級SFの女王」と呼ばれた女優で、父は真面目な警官だった。
  - 若い頃に女優を志し、19歳のときに出演したお色気コメディ映画『ホットタブ・ハイスクール』でヌードを披露している。
  - 第1シーズンでは母の所有する家に娘トリクシーと二人暮らしだったが、シーズン2では家を出て、メイズとルームシェア。トリクシーと合わせて三人暮らしとなる。
  - シーズン2では、その出生の影に神の力が働いていたことが分かる。
- ダニエル“ダン”・エスピノーザ (Daniel "Dan" Espinoza)
  - 演 - ケヴィン・アレハンドロ[10]、日本語吹替 - 阪口周平[11]
  - ロサンゼルス市警殺人課の刑事。クロエの別居中の夫で、トリクシーの父親。
  - ルシファーからは「ダメダメ刑事」「ダメダメ君」などひどい呼ばれ方をしている。
- アメナディエル (Amenadiel)
  - 演 - D・B・ウッドサイド[12]、日本語吹替 - 北村謙次[11]
  - ルシファーの兄である天使。
  - ルシファーの不在に際して父なる神から地獄の門番を任され、地獄の王へ復帰するようルシファーを説得し続けている。ルシファーとは対照的に実直な性格である。
  - 「周囲の時間の流れを遅くする」能力を持つ。
- メイズ / マジキーン (Maze / Mazikeen) 
  - 演 - レスリー・アン・ブラント[13][14]、日本語吹替 - まつだ志緒理[11]
  - ルシファーに仕え、共に地獄を出奔した魔物(デーモン)、LUXのバーテンダー兼ルシファーのボディーガードを勤める。拷問の技に長ける。シーズン2では賞金稼ぎとなる。
  - ルシファーのような不死身性は持っていない。 また魔物であるが故に魂をもっておらず、死ぬと地獄に行くことはなく消滅してしまう。魔物だが心はとても繊細で脆い。リリスの娘。
- ベアトリス“トリクシー”・エスピノーザ (Beatrice "Trixie" Espinoza)
  - 演 - スカーレット・エステベス(Scarlett Estevez）
  - クロエとダンの娘。シーズン1第1話時点では7歳（シーズン1第10話では8歳）。
  - ルシファーになついており、メイズとは良い友達である。好物はチョコレートケーキ。
- リンダ・マーティン博士 (Dr. Linda Martin)
  - 演 - レイチェル・ハリス[12]、日本語吹替 - 安永亜季[11]
  - 精神科医、セラピスト。事件の関係者としてルシファーと出会い、肉体関係を対価にルシファーのカウンセリングを行うが、彼が告白する正体のことは信じない。シーズン2では天界の者たちの存在と正体を知り、振り回されながらも良きアドバイスをする。
- マルコム・グラハム (Malcolm Graham) (S1)
  - 演 - ケヴィン・ランキン[15]

ロサンゼルス市警殺人課の刑事。
「パルメット事件」で銃撃を受け昏睡状態だったが、生命維持装置を外された直後にアメナディエルの権能により生還する。
- ママ / シャーロット・リチャーズ ("Mum" / Charlotte Richards) (S2)
  - 演 - トリシア・エルファー、日本語吹替 - 本田貴子[11]
  - ルシファーとアメナディエルの母で、かつて夫である神と争って敗れ地獄に閉じ込められるが、ルシファーの不在に乗じて逃亡する。元・万物の女神。S5、S6ではゲスト。
  - 殺害された女性弁護士シャーロット・リチャーズに憑依し、シャーロットの夫や子供たちと暮らす。
  - 息子であるアメナディエル、ルシファーと共に天界に戻る事を望み、さまざまな陰謀を巡らせる。
  - シーズン2最終話でママの憑依が解けた後は、その間の記憶を無くしている。
  - シーズン3では一時とはいえ地獄に堕ちた恐怖から、“善い人”になろうとし、検事局に転職する。
- エラ・ロペス (Ella Lopez) (S2-)
  - 演 - エイミー・ガルシア（英語版）、日本語吹替 - 西島麻紘[11]
  - ロサンゼルス市警の鑑識官、シーズン2から赴任する殺人課の科学捜査官。
  - おちゃめな性格でおしゃべり。事件の遺留品から犯人に繋がる証拠や手がかりを見つけクロエたちをサポートする。
  - 兄は宝石鑑定人。弟は自動車の違法改造を手掛ける走り屋で、彼女が警察に就職したことで折り合いが悪い。

大のスタートレック好きのトレッキー、クリンゴン語が話せる。
- マーカス・ピアース警部補 (Lieutenant Marcus Pierce) (S3)
  - 演 - トム・ウェリング、日本語吹替 - 星野貴紀
  - シーズン3でシカゴ市警からロサンゼルス市警に転勤してきた警部補で、クロエ、ダン、エラの上司となる。
  - その正体は、弟アベルを殺した史上最初の殺人者であるカイン。
  - 天上の者ではなく人間だが、不死の呪いにより死ぬことが出来ない。撃たれても刺されても、チェーンソーでバラバラにされても復活するが、痛みが無い訳ではない。
  - 不死の徴として左上腕部に環状の痣がある。痣を隠すため、上からタトゥーを彫る事もあるが、死んで復活するとタトゥーが消え、改めて痣があらわになる。
- イブ (Eve) (S4)
  - 演 - インバー・ラヴィ
  - 人類最初の女イヴ。カインの母で、ルシファーの昔の恋人。S5ではゲスト。S6ではリカーリング
- アダム (Adam) (S6)
  - 人類最初の男アダム。イブの元夫。かつてメイズの母リリスとも結婚していた。
- ミカエル・デミウルゴス (Michael Demiurugos) (S5)
  - 演 - トム・エリス
  - ルシファーの双子の兄弟。人々の恐怖をあおる。ルシファーと違い、顔に傷の跡がある。
- 神 (God) (S5)
  - 演 - デニス・ヘイスバート
  - ルシファー、ミカエル、アメナディエルらの父神。全知全能の神。
- ロリ（オーロラ）・デッカー (S6)
  - 演 - ブリアナ・ヒルデブランド
  - 未来から来た、ルシファーとクロエの娘である半天使。パンキッシュなスタイルで深紅色の金属の刃を羽根とした翼を持っている。短気で気性が荒い。

### リカーリング
- ペネロペ・デッカー (Penelope Decker) (S1,S5)
  - 演 - レベッカ・デモーネイ
  - クロエの母にして「1980年代B級SFの女王」と呼ばれた女優。
- ウリエル (Uriel)(S2)
  - 演 - マイケル・インペリオリ
  - 天使。ルシファーとアメナディエルの弟。「パターンを操る」能力を持ち、微細な事象を変更することで己の望む現象を引き起こす（例えば、道に落ちている玩具の位置を少し変えることで、狙った人物が運転する車に暴走車が突っ込む事故が起きる）。
- ジョン・デッカー (John Decker）(S2)
  - 演 - クリス・ペイン・ギルバート (Chris Payne Gilbert)
  - 故人。ロサンゼルス市警の巡査。クロエの父でペネロペの夫。
- キャンディ・モーニングスター (Candy Morningster) (S2)
  - 演 - Lindsey Gort
  - ルシファーと偽装結婚をするラスベガス在住のストリッパー兼歌手。
- ジェイソン・カーライル (Jason Carlisle) (S2)
  - 演 - ティム・ディケイ
  - 元大学教授。自動車の横転事故の際に自分の論文を守ることを優先し、運転席の学生を助けずに死亡させたことが世間の非難を浴びて失職。
  - 独自に開発した複雑な処方の毒物を使って「他人の生命と、自分の大切なもの（俳優の顔や外科医の手など）のどちらを選ぶか」を選択させるという狂気的な犯罪を実行する。逮捕時にクロエの体内に毒物を注射した後に自殺。解毒剤の処方が彼の記憶にしか存在しなかったため、ルシファーが（一時的とはいえ）地獄に戻る原因になった。
- アベル (Abel) / ブリ―・ガーランド (Bree Garland) (S3)
  - 演 - ローレン・ラップカス (Lauren Lapkus)
  - カインの弟で、史上最初の殺人の犠牲者。
  - 地獄の最初の囚人となり数千年を地獄で過ごす。マジキーンたち悪魔は彼を拷問することで拷問の技術を学んだ。
  - カインの不死の呪いを解くためにルシファーの手で地獄から引き上げられ、爆弾によって死んだ直後の女性ブリ―・ガーランドの肉体で現世に復活した。
- レミエル (Remiel) (S4-S5)
  - 演 - ヴィネッサ・ヴィドット（Vinessa Vidatto）
  - 天使。アメナディエルとルシファーの妹。槍を持っている。ミカエルのことが大嫌い。
- アズラエル (Azrael) (S3,S5)
  - 演 - Charlyne Yi
  - 死の天使。アメナディエルとルシファーの妹。

別名レイレイ、千年前にルシファーを見捨てたと誤解されている。ルシファーが地獄送りになった時、何もしなかったことを反省している。アメナディエルをルシファーと共によく虐めていた。エラが8歳の時に起きた酷い交通事故で知り合った。エラには"死の天使"であることを言えないため、幽霊の振りをして彼女に取り憑いている。ルシファーのことを好意に思っている。口癖は「サヨオナラ」。
- キンリー神父 (Father Kinley) (S4)
  - 演 - グレアム・マクタヴィッシュ
  - ルシファーを危険視する国際エクソシスト協会の一員[16]。
- ガブリエル (Gabriel) (S5)
  - メッセージ(ゴシップ)の天使。地獄耳でルシファーが呼ぶと飛んでくる。どの宇宙へもメッセージを届ける能力を持つ。ケンタウルスを怖がっている。
- ザドキエル (Zadkiel) (S5)
  - 正義の天使。生命の木の杖を持っている。ルシファーのことが嫌い。
- ハンジョバディエル (S5)
  - イケメンの天使。
- ジョフィエル (Jophiel) (S5)
  - 美の天使。容姿はマッチョ男。ルシファーとは何千年も地上でドンチャン騒ぎをしてきた仲。ルシファーとジョフィエルはナポレオンのズボンを下ろす悪戯をしたこともある。大の女好き。
- サラカエル (Sarakiel) (S5)
  - 天使。トップシェフで優勝したマイケル・ボルタッジオ(Michael Voltaggio)が大好き。
- キャロル・コルベット (S6)
  - 演 - スコット・ポーター
  - クロエおよびダンの後任の刑事。

## 用語
パルメット事件(Case Palmet)
パルメット通りにあるボクシングジムで、マルコムが麻薬の売人と一緒にいるところを銃撃され、売人が死亡しマルコムが昏睡状態となった未解決事件。
天界(Heaven)
神に最も近い場所で天使達が住む場所。ルシファーの故郷で、ルシファーの兄弟達も住んでいる。シルバーシティーとも呼ばれており翼が有れば天使なら自由に行き来できる。死亡した人間の魂も罪悪感のないごく僅かといえる者のみが行くことができる。
地上(Earth)
人間や動物達が住む地球を表す。
地獄(The Hell)
罪を犯した人間を収容する場所。50℃ほどで涼しいと思えるほどに暑い。悪行を行うとここに落ちるわけではなく、なんらかの罪を犯し罪悪感を持っている人間が自らを責め苦にかけるため自主的に落ちている。ここでは時間の進みが遅く、地上での2ヶ月は地獄では1000年を超え、地獄で苦しむ人間達は30秒が30年のように感じるほど苦しめられている。
悪魔の顔(Devil's Face)
ルシファーの真の顔。赤黒く悍しい形相をしており、この顔を見た人物はその悍しい顔に恐怖するだけでなく自らが犯した罪の罪悪感に打ちのめされ地獄落ちを確信し、地獄に落ちてしまうことを恐れるようになる。しかし同じ天界の者や魔物、すでに地獄を経験していたマルコムには効果はない。ちなみに生まれて間もない赤ん坊には罪悪感が無いためか特に恐れたりはしない。
天使の翼(The Wings)
ルシファーやアメナディエルなどの天使の背中に生えている翼。それぞれ天使の翼の容姿は異なり、ルシファーのは美しい真白の翼。アメナディエルのはグレーの力強く勇ましい翼。翼の能力は高く、空を飛ぶことはもちろん対象に向かって大きく仰げば人間でも吹き飛ばすことが出来る。また天界や地獄を行き来するのにも翼が必要。
地獄のダガー(Demon Daggers)
主にメイズが所持している、地獄の最下層で鍛えられたデーモンスチールで作られたダガー。人間だけでなく、ルシファーや天界の者をも葬ることが出来る。しかし神に罰を与えられて不死身になったカインにはこのダガーをもってしても殺害は不可能である。
地獄のダガーで刺された傷は神聖な物でしか治療出来ない。溶かして銃弾に形を変えることも出来る。
ペンテコステのコイン (Pentecostal Coin)
第1シーズン全般に渡り、ルシファーが手持無沙汰な時に弄んでいる大ぶりなコイン。片面には逆五芒星の中に山羊の頭が、もう片面には磔刑像が刻印されている。
現世と地獄を行き来する片道チケットとして機能する。使用すると燃え尽きて消滅する。
アズラエルの剣 (Azrael's Blade)
第2シーズンでルシファーの弟ウリエルが地上に携えてきた両刃の剣。象牙のような乳白色の柄を持つショートソード。地獄のダガーと同様にルシファーや天界の者を葬ることができ、この剣で殺された者は生命だけではなく魂も消されてしまう。
また、剣自身が戦いを望むため、近くに人間を誘い込みこの剣に触れた人間は、少しでもイラつくと相手をめった刺しにするほどの強い殺意に駆られる。ただし天界の者はやメイズなどの魔物は耐性があるため、殺意に駆られることはない。
シャーロットのいる別宇宙へ飛ばされるが、ガブリエルがミカエルの指示で再び地上へ持ち帰る。
炎の剣 (Flaming Sword)
ルシファーが天界で神に対する反乱を起こした時に用いた、燃えるロングソード。反乱が鎮圧された後に神によって破壊されたとされていたが、「アズラエルの剣」や「アメナディエルの首飾り（ネックレス）」を含むいくつかの欠片（ピース）に分割された。”光をもたらす子”であるルシファーが用いれば、あらゆる物質と事象を切断することができる。
不死身の印(Imortal Mark)
人類史上最初の殺人を犯したカインに神から罰として与えられた不死身の印。カインの右二の腕に印があり、この印がある限りカインは永久に生き続ける。
アメナディエルの首飾り（ネックレス）(Amenadiel's Necklace)
人に超人的な力を与える。アズラエルの剣が天界に戻ると力を失う。剣の存在を感じ、天使と同じく死者（魂）を見ることも出来る。

## あらすじ

### シーズン1のあらすじ
かつて父なる神に逆らった堕天使のルシファー・モーニングスターは地獄の王であることに飽き、ロサンゼルスで高級ナイトクラブを経営しながらプレイボーイとして休暇を楽しんでいる。その傍らには悪魔メイズ（マジキーン）が仕える。あるとき、ルシファーの目前で殺人事件が起き、不死身の肉体と人が心の奥底に秘めた欲望を語らせる力を持つルシファーは、美人刑事クロエ・デッカーと共にその事件を解決する。なぜかクロエにだけは自分の能力が通じないことを知ったルシファーはクロエに特別な興味を持ち、コンサルタントとして協力して事件を捜査することになり、しばしばクロエの別居中の夫ダンも加わる。父親へのコンプレックスを抱えるルシファーは、精神分析医のリンダにしばしば助言を受ける。父なる神に送られた兄弟の天使アメナディエルはルシファーを地獄の管理に復帰させようと暗躍する。

### シーズン2のあらすじ
地獄からルシファーとアメナディエルの母親である女神が脱走する。ルシファーは捜索を父なる神に命じられるが、弁護士シャーロット・リチャーズの体に憑依した母は自らLUXに現れる。ロサンゼルス市警には鑑識官のエラ・ロペスが加わる。クロエはダンと離婚する。メイズはクロエと同居し、賞金稼ぎとなる。地上に遣わされたルシファーの弟の天使ウリエルは「アズラエルの剣」で女神を殺して地獄に戻そうとするが、この件にクロエが巻き込まれたためにルシファーはウリエルを殺してしまう。人間の肉体が弱り、神を倒して天国に戻りたい女神と、地上に残りたいルシファーは、天使の力を失いかけているアメナディエルと、自分のアイデンティティに悩み始めたメイズを巻き込み、激しく対立する。やがてクロエも父なる神の計画の一部であったことを知りルシファーは激怒する。ルシファーは「アズラエルの剣」とその他の破片を集めて、天の門をも打ち破ることのできる「炎の剣」を再生する。だが父とは戦わず、母の神性と剣を別宇宙に送り込み、自分は地上に留まる。シャーロットは憑依された間の記憶を無くす。アメナディエルは、母に傷を負わされたリンダを救う。

### シーズン3のあらすじ
何者かに殴られたルシファーは砂漠で目覚め、悪魔の顔を失い、翼が戻っている。クロエらの上司として転属して来たマーカス・ピアースは、やがて呪われた不死の男「カイン」であり、凶悪な犯罪者シナーマンであることが分かる。父なる神の御業を邪魔したいルシファーは、不死の呪いを解いて死にたいピアースに協力する。ピアースは、クロエの周辺でルシファーの不死性が消えることを知り、クロエに接近して呪いを解こうとする。だが不死性が消えたピアースはクロエを愛し始めて死を恐れるようになり、ルシファーは困惑する。憑依されていた間に地獄を垣間見たシャーロットは善人になろうとし、弁護士から検事に転職し、ダンと親密になる。リンダがアメナディエルと仲を深めるのが気に入らないメイズは、ルシファーとともに地獄に戻るために、ピアースに協力する。ピアースは不死性を取り戻すためにアメナディエルを殺そうとして、誤ってシャーロットを殺す。翼を取り戻したアメナディエルがシャーロットの魂を天国に届ける。怒ったルシファーはピアースを殺して地獄に送り、悪魔の顔を取り戻すがそれをクロエが見てしまう。

### シーズン4のあらすじ
クロエからルシファーの事を聞いたキンリー神父は、ルシファーが運命の恋人を見つけた時に地上に悪がはびこる、と言う予言を阻止しようとしてクロエとルシファーの間を裂く。死んだシャーロットを愛していたダンは苦しみ、ルシファーを逆恨みする。人類最初の女のイブが現れて、元恋人のルシファーと再びよりを戻す。だが予言のことを知ったルシファーはイブが自分の運命の恋人だと思いこみ、イブを捨てて自己嫌悪に陥る。イブはルシファーとともに地獄で暮らすため、ルシファーを迎えに来る魔物を召喚してしまう。アメナディエルとリンダの間に半天使の男の子チャーリーが生まれる。地獄に戻りたくないルシファーは魔物たちの迎えを拒否し、魔物たちはチャーリーを誘拐して新たな地獄の王にしようとする。ルシファーは魔物たちの願いを拒否して地獄に追い返す。愛を告白しあったクロエこそが運命の恋人だと悟り、予言を阻止するためにクロエを置いて地獄に戻る。

### シーズン5のあらすじ
ルシファーが地獄を管理する間に、ルシファーに嫉妬する双子の弟のミカエルが地上に降りてなりすます。クロエが心配のあまりルシファーは地上に戻る。アメナディエルはクロエに、彼女がルシファーへの神の贈り物であることを話す。ルシファーとクロエは結ばれる。ミカエルはダンとメイズを味方につけてルシファーと諍いをする。
父神が地上に降りてルシファーとミカエルの諍いを止めた後、息子たちの生活ぶりを観察し孫のチャーリーに会う。神の力を制御できなくなってきたと告白し、引退して女神の宇宙へと去る。ミカエルとルシファーが神の後継の対立候補となる。ミカエルはダンを殺し、「炎の剣」の構成要素を集める。天使たちによる選挙では多数を占めるも、全員一致とするためにルシファーの味方の抹殺を狙い、クロエを殺す。ルシファーは天国からクロエを連れ戻し、ミカエルの翼を切り落とし、神となることを宣言する。

### シーズン6のあらすじ
ルシファーは警察を辞めたクロエを顧問として天界に昇り神となる予定となるが、準備ができてないと感じ、地上で見知らぬ人間を助ける練習をする。やがて神にはなりたくないと悟る。メイズはイブを伴侶として地獄の支配者となる予定となる。アメナディエルは警察に就職する。ダンは地獄に落ちている。未来から、ルシファーとクロエの娘の天使ロリが現れ、生まれる前にルシファーがクロエと自分を捨てたと言ってルシファーを責める。ダンはロリによって地上に連れ戻されるも、幽霊であるために地上の人間と交わることができないが、自分を殺したルメックの肉体を借りて娘トリクシーに会ったのちに解脱して天国に昇る。ルメックはロリを誘拐するも、ルシファーとクロエが救い出す。アメナディエルが地上で暮らしながら神となる。
ルシファーは自分の使命が地獄の番人ではなくさまよう魂を救うことであると悟る。ロリは自分の時間旅行がルシファーの悟りのためであったと知り、歴史を変えないようルシファーに約束させて未来へ戻る。ルシファーが去った後、クロエは警察に戻り、ロリを産んで育て上げ、老いて病に倒れ、過去から戻ってきたロリに看取られて死ぬ。地獄に行き、さまよう魂のセラピストをするルシファーに再会する。

## エピソード
| シーズン | シーズン | 話数 | 話数 | 放送期間      | 放送期間      | 放送期間 |
| シーズン | シーズン | 話数 | 話数 | 初回放送      | 最終回放送    | 放送局   |
| -------- | -------- | ---- | ---- | ------------- | ------------- | -------- |
|          | 1        | 13   | 13   | 2016年1月25日 | 2016年4月25日 | Fox      |
|          | 2        | 18   | 18   | 2016年9月19日 | 2017年5月29日 | Fox      |
|          | 3        | 26   | 26   | 2017年10月2日 | 2018年5月28日 | Fox      |
|          | 4        | 10   | 10   | 2019年5月8日  | 2019年5月8日  | Netflix  |
|          | 5        | 16   | 8    | 2020年8月21日 | 2020年8月21日 | Netflix  |
|          | 5        | 16   | 8    | 2021年5月28日 | 2021年5月28日 | Netflix  |
|          | 6        | 10   | 10   | 2021年9月10日 | 2021年9月10日 | Netflix  |

### シーズン1のエピソード
| 通算 話数 | シーズン 話数 | タイトル                                                       | 監督                 | 脚本                          | 放送日        | U.S.視聴者数 (百万人) |
| --- | ------------- | -------------------------------------------------------------- | -------------------- | ----------------------------- | ------------- | --------------------- |
| 1 | 1             | "悪魔のバケーション" "Pilot"                                   | レン・ワイズマン     | Tom Kapinos                   | 2016年1月25日 | 7.16                  |
| ルシファー・モーニングスターは地獄の王を引退し、ロサンゼルスで高級ナイトクラブLUXのオーナーとして放蕩三昧を楽しんでいる。 知り合いの歌手が目前で殺され、ルシファーは刑事のクロエの捜査を助ける。 また、ルシファーは彼を地獄に連れ戻すために派遣された天使アメナディエルと対峙する。 |               |                                                                |                      |                               |               |                       |
| 2 | 2             | "パパラッチの償い" "Lucifer, Stay. Good Devil."                | Nathan Hope          | Joe Henderson                 | 2016年2月1日  | 6.00                  |
| ルシファーは自分の力の通じないクロエに興味を持ち、殺人事件の捜査に協力する。被害者は映画スターの息子で、わざと暴力沙汰を起こしてスクープ写真を撮ろうとするパパラッチに追われて事故死したと思われた。クロエはパパラッチの自白を疑う。 |               |                                                                |                      |                               |               |                       |
| 3 | 3             | "偽ルシファーと美女殺人事件" "The Would-Be Prince of Darkness" | Louis Milito         | Jason Ning & Jenn Kao         | 2016年2月8日  | 5.47                  |
| ルシファーが参加していたアメリカンフットボールのスター選手のパーティーで、彼と肉体関係をもった美女が殺される。ルシファーに呼ばれたクロエは捜査を開始し、ルシファーはスター選手の無実を証明する。ルシファーは自分の偽物を罰せずに許す。 |               |                                                                |                      |                               |               |                       |
| 4 | 4             | "プレイボーイの憂鬱" "Manly Whatnots"                          | Matt Earl Beesley    | Ildy Modrovich                | 2016年2月15日 | 5.13                  |
| 少女の行方不明事件の捜査のため、クロエはルシファーとともにプレイボーイ養成セミナーに潜入する。ルシファーは自分の性的魅力の通じないクロエを誘惑しようと何度も試みるが、その度に捜査が複雑化していく。 一方、アメナディエルはルシファーを守護するメイズと対決する。 不死身なはずのルシファーがクロエを挑発して脚を銃撃させると、なぜか銃創を負い、痛みを感じる。 |               |                                                                |                      |                               |               |                       |
| 5 | 5             | "悪魔のツケ" "Sweet Kicks"                                     | ティム・マシスン     | Sheri Elwood                  | 2016年2月22日 | 4.86                  |
| 死の危険に魅かれるようになったルシファーは、クロエのボスを説得して警察の顧問となり、かつてストリートギャングだった高級靴デザイナーに関わる事件の捜査に協力する。ルシファーを心配するメイズは、捜査中に危機に陥ったルシファーとクロエを救出する。アメナディエルは同業の心理療法士を装ってリンダに近づき、ルシファーの弱みを知ろうとする。 |               |                                                                |                      |                               |               |                       |
| 6 | 6             | "最愛の息子" "Favorite Son"                                    | デヴィッド・ペイマー | Jason Ning                    | 2016年2月29日 | 3.91                  |
| 波止場の倉庫が襲われて警備員が殺され、ルシファー保有のコンテナが盗まれる。クロエはルシファーの態度に不信を抱き、ダンにLUXを調べさせる。ルシファーは父なる神との葛藤をリンダに告白する。コンテナは見つかるが、かつてルシファー自身が切り落とした翼はその中にみつからない。 |               |                                                                |                      |                               |               |                       |
| 7 | 7             | "翼ある友" "Wingman"                                           | エリク・ラ・サル     | Alex Katsnelson               | 2016年3月7日  | 4.24                  |
| ルシファーは翼の行方を探して、アメナディエルとクロエに助けを求める。クロエは、「パルメット事件」で銃撃され昏睡状態にあるマルコムへの疑惑を確認するため、ダンに助けを求める。ルシファーの翼が秘密のオークションで売られようとしていることがわかり、ルシファーとアメナディエルはオークションに潜入する。ルシファーは自分の翼を取り戻すことに成功するが、自らの手で翼を焼却し、地獄の王として復帰することは無いと宣言する。それを聞いたアメナディエルは激怒する。クロエとダンは、「パルメット事件」の新しい手掛かりを発見する。                                                               |               |                                                                |                      |                               |               |                       |
| 8 | 8             | "嫉妬" "Et Tu, Doctor?"                                        | Eagle Egilsson       | Jenn Kao                      | 2016年3月14日 | 3.86                  |
| ルシファーは、翼を焼却した”再誕生日”を祝う。クロエとルシファーは、離婚を防ぐための姦通を提唱して論争を呼んでいるセラピストの殺人事件を捜査する。ルシファーは嫉妬の感情を理解する。昏睡状態から目覚めたマルコムは自分は汚職警官に撃たれたとクロエに告げる。クロエはマルコムの相棒を疑うが、自殺して見つかる。 マルコムはダンを脅す。 |               |                                                                |                      |                               |               |                       |
| 9 | 9             | "神父が酒場にやって来た" "A Priest Walks into a Bar"           | David Frazee         | Chris Rafferty                | 2016年3月21日 | 3.82                  |
| 麻薬業者である青少年センターのカウンセラーから知り合いの少年を守ろうとする神父が、ルシファーに助けを求める。カウンセラーが殺されるが、嫌疑をかけられた神父は襲撃される。少年を救おうとした神父が目の前で殺されて、ルシファーは父なる神に激怒する。マルコムは、「パルメット事件」の真相（ダンがクロエをかばってマルコムを銃撃した）についてダンを脅す。マルコムの前にアメナディエルが現れ、ルシファーを殺さなければ地獄に戻すと恫喝する。 |               |                                                                |                      |                               |               |                       |
| 10 | 10            | "家族のような関係" "Pops"                                      | Tara Nicole Weyr     | Alex Katsnelson & Mike Costa  | 2016年3月28日 | 3.76                  |
| 著名なメキシコ料理店のオーナーシェフが毒殺され、ルシファーは自分の境遇を重ね合わせて息子による父殺しを疑う。クロエの母親ペネロペ・デッカーが現れて、クロエとトリクシーについて口論し、トリクシーはLUXへ逃げこんでメイズと友達になる。マルコムはルシファーを殺す計画をダンに明かすが拒否され、乱闘の末ダンを気絶させる。ルシファーは酔ったクロエの誘惑になぜか応えられない。 |               |                                                                |                      |                               |               |                       |
| 11 | 11            | "聖ルシファー" "St. Lucifer"                                   | Mairzee Almas        | Sheri Elwood & David McMillan | 2016年4月11日 | 3.44                  |
| 慈善団体の代表が殺され、捜査に加わるルシファーは悪魔でありながら善行を施すことにスリリングな喜びを感じる。 メイズは落ち込んだアメナディエルと寝た後、スパイはやめるとルシファーに話す。マルコムはルシファーから「ペンテコステのコイン」をもらってルシファー殺しを止める。マルコムに拉致されたダンは、なんとか脱出してルシファーに警告しようとする。ルシファーはクロエの周辺では自分が不死身でなくなるのではないかと疑い始める。 |               |                                                                |                      |                               |               |                       |
| 12 | 12            | "仕組まれた罠" "#TeamLucifer"                                  | Greg Beeman          | Ildy Modrovich                | 2016年4月18日 | 3.81                  |
| ルシファーはクロエが天使ではないかと疑い、クロエを避ける。悪魔崇拝カルトのメンバーが殺され、ルシファーは誰も彼もが彼の名の下に殺人を行うことについて大いにぼやく。 真犯人はマルコムであることが判明し、ルシファーは彼に地獄の苦痛を与えるが、アメナディエルが彼を逃がす。ルシファーとアメナディエルは激しく争うがメイズに止められる。クロエはLUXの店内で路上説教者の死体を発見し、彼といざこざがあったルシファーが逮捕される。 |               |                                                                |                      |                               |               |                       |
| 13 | 13            | "地獄の扉" "Take Me Back to Hell"                              | Nathan Hope          | Joe Henderson                 | 2016年4月25日 | 3.89                  |
| クロエとメイズ、ルシファーとアメナディエルはそれぞれ暴走するマルコムを追う。「地獄のダガー」を隠し持っていたマルコムはアメナディエルを刺すが、メイズが秘蔵していたルシファーの羽毛の力で瀕死の彼を治療する。マルコムはトリクシーを誘拐し、押収された大金との交換をクロエに強いる。交換現場について行ったルシファーはマルコムに撃たれ瀕死となるが、地獄に戻るからクロエを守ってくれと父なる神に懇願して生き返る。「ペンテコステのコイン」を取り上げられたマルコムはクロエに撃たれて死に、地獄に落ちる。ルシファーは『地獄から逃げ出した母を捕えろ』との神の伝言を、アメナディエルに伝える。 |               |                                                                |                      |                               |               |                       |

### シーズン2のエピソード
| 通算 話数 | シーズン 話数 | タイトル                                              | 監督               | 脚本                           | 放送日         | U.S.視聴者数 (百万人) |
| --- | ------------- | ----------------------------------------------------- | ------------------ | ------------------------------ | -------------- | --------------------- |
| 14 | 1             | "地上に現れた女神?!" "Everything's Coming Up Lucifer" | Nathan Hope        | Joe Henderson                  | 2016年9月19日  | 4.36                  |
| ルシファーはクロエと共にティーン向け人気TV番組のスタンドインが殺された事件を捜査し、母親が犯人に憑依していると思い込む。ルシファーはリンダに、両親が協力して宇宙を創造した後に母親は地獄に永遠に追放されたと語る。クロエはルシファーの血液サンプルをDNA検査しようとするが、アメナディエルはルシファーが妄想にとりつかれているだけだと説明する。アメナディエルは天使の力を失い始める。ダンは停職が解けるが格下げされてクロエの捜査を助ける。行方不明だったメイズが戻る。ルシファーのママが助けを求めてLUXに現れる。 |               |                                                       |                    |                                |                |                       |
| 15 | 2             | "ママと恐怖の再会" "Liar, Liar, Slutty Dress on Fire" | Louis Milito       | Ildy Modrovich                 | 2016年10月3日  | 3.67                  |
| ルシファーのママは、ホテルの部屋で首にねじ回しが突き刺さった女の体に憑依する。ママとルシファーが部屋に戻ると二つの死体があり、クロエとダンが捜査する。やがて、ママの憑り付いた肉体の持ち主は弁護士のシャーロット・リチャーズであるとわかる。当初ルシファーはママが犯人だと疑うが、やがて嫌疑は晴れる。自分が地獄に送られた時に見捨てたとママを責めるが、神がルシファーの存在を抹消しようとしたのをとりなしたのだと答えられる。ルシファーは彼女の説明を受け入れるが、直後にママは天を仰いで笑みをうかべる。 |               |                                                       |                    |                                |                |                       |
| 16 | 3             | "罪喰い人" "Sin-Eater"                                | Mairzee Almas      | Alex Katsnelson                | 2016年10月10日 | 3.67                  |
| クロエ、ダン、ルシファーは被害者が拷問されて殺される連続殺人事件を捜査する。被害者たちはみな、他人に屈辱を与えるビデオを撮影してネット上に公開していたことがわかり、オンライン動画共有会社を捜査する。クロエとダンは二人の関係がトリクシーへ与える影響について話しあい、ダンはクロエに離婚を申し出る。ママはアメナディエルに会う。ルシファーは、ママに対する罰として、彼女が軽蔑する人間たちの間で生きることを命じる。 |               |                                                       |                    |                                |                |                       |
| 17 | 4             | "女子会の行方" "Lady Parts"                           | Ben Bray           | Sheri Elwood                   | 2016年10月17日 | 3.63                  |
| クロエとダンとルシファーは手首に三角のスタンプを押された二人の女性の毒殺事件を捜査する。離婚の件でストレスを抱えるクロエを、エラとリンダとメイズがバーでの女子会に誘う。クロエはバーで犯人に繋がる手がかりを得て事件を解決する。ママは人間の生活に馴染めず苦労する。アメナディエルは弱る力に思い悩む。アメナディエルが、ルシファーがクロエの命を救う代わりにママを地獄に戻すことを神に約束したことを知り、神が約束を守るとは限らないと言ったその時、クロエの車が事故に遭う。 |               |                                                       |                    |                                |                |                       |
| 18 | 5             | "元スターの悲劇" "Weaponizer"                         | カレン・ガヴィオラ | Jason Ning                     | 2016年10月24日 | 3.55                  |
| クロエの事故を仕組んだのは、ママを地獄に戻さないルシファーを脅そうとした、弟の天使ウリエルであるとわかる。軽症で済んだクロエは、すぐに往年のアクション映画スターが殺された事件を担当する。ルシファーはウリエルを追い返すようアメナディエルに頼むが、天使の力を失いつつあるアメナディエルはウリエルに敗れる。ルシファーは自らウリエルと対峙する。ウリエルは「アズラエルの剣」でママを永久に消滅させようとし、協力しないとクロエを殺すとルシファーを脅す。ルシファーは敗れそうになるがメイズが助けに入る。ウリエルが落とした「剣」をルシファーが拾い、ウリエルを刺して消滅させる。ルシファーの腕の中でウリエルは何か一言をつぶやき、こと切れる。 |               |                                                       |                    |                                |                |                       |
| 19 | 6             | "モンスター" "Monster"                                | Eagle Egilsson     | Chris Rafferty                 | 2016年10月31日 | 3.42                  |
| ゾンビがテーマの仮装結婚式で、新婦が狙撃されて殺される。ウリエル殺しの罪悪感に苦しむルシファーもクロエとダンの捜査に参加する。ママはアメナディエルを慰める。クロエ親子はメイズのルームメイトとなる。トリクシーはメイズとハロウィーンに出かけ、魔物の顔を見せられても特殊メイクだと思う。クロエが犯人を追い詰めると、ルシファーは次のターゲットの前に立ちふさがり、犯人に撃ち殺されることを望むかのようにふるまう。 事件解決後、ルシファーはリンダを訪れ、母の地獄行きを防ぐために弟ウリエルを殺したことを告白する。リンダは比喩で話すのを止めて正直に話すよう求める。ルシファーは真実を語っていることを証明するために本当の顔を見せ、リンダはショック状態に陥る。 |               |                                                       |                    |                                |                |                       |
| 20 | 7             | "いとしい娘へ" "My Little Monkey"                     | Tara Nicole Weyr   | Jenn Kao                       | 2016年11月7日  | 3.52                  |
| 自分に嫌気がさしたルシファーはダンを模範とすべく付きまとう。クロエは、父親のジョン・デッカー殺人犯が孫の洗礼式のために一時出所することを知り後をつける。護送車が襲撃されて殺人犯が殺され、かつての牢仲間が襲撃を自白する。クロエは仲間の協力で父親の事件を調べ直し、父親殺しの真犯人は刑務所の副所長ペリーであることを知る。ルシファーへの奉仕を辞めたメイズは自分に向いた仕事を探していたが、逃げたペリーを捕まえて自分がバウンティ・ハンターに向いていると気づく。自分の正体を知ったリンダと再び友達になる。 |               |                                                       |                    |                                |                |                       |
| 21 | 8             | "殺りくの街" "Trip to Stabby Town"                    | Nathan Hope        | ジェフリー・リーバー           | 2016年11月14日 | 3.87                  |
| クロエ、ダン、ルシファーは、カルト的なヨガ道場のメンバーが刺殺された事件を捜査する。ルシファーは凶器が「アズラエルの剣」であることに気づき、ウリエルの埋葬場所から盗まれたことを知る。ルシファーはエラに調査を頼み、二人の親密な様子にクロエは苛立つ。エラの調査でママの関与が判明する。ママは、神の注意を引くために。「剣」の場所を多くの人に教えたと言う。「剣」は持ち主に殺意を抱かせ、大量殺人にまで発展する。捜査中に「剣」を手にしたダンはルシファーを殺そうとするが、強い意志力を発揮して自ら剣を手放し、ルシファーは「剣」を取り戻す。ママは家族全員そろって天国に戻りたいと主張し、アメナディエルはルシファーが地獄に戻るべきだと言い。ルシファーは地上にとどまりたいと話す。ルシファーは自分の正体を知ったリンダとのセッションを再開し、家族関係により傷つけられていることを認識し始める。 |               |                                                       |                    |                                |                |                       |
| 22 | 9             | "失いたくないもの" "Homewrecker"                      | Greg Beeman        | Mike Costa                     | 2016年11月21日 | 3.63                  |
| LUXの家主の不動産王が殺され、新しい持ち主はルシファーに退去を求める。結婚に反対されていた息子とその婚約者が自白する。クロエの奔走でLUXは守られる。ルシファーはクロエへの感情に戸惑い、デートをすっぽかす。 一方、ママはダンに接近して肉体関係を持ち、ルシファーが地上に固執する理由がクロエの存在だと確信する。ママは公判中の爆弾魔を弁護する代わりにクロエの車に爆弾を仕掛けさせる。 |               |                                                       |                    |                                |                |                       |
| 23 | 10            | "ウソの代償" "Quid Pro Ho"                            | Nathan Hope        | Ildy Modrovich & Julia Fontana | 2016年11月28日 | 4.09                  |
| クロエを殺そうとするママの企みは、アメナディエルによって阻止される。ジョン・デッカー殺害の容疑で副刑務所長ペリーの裁判が始まり、ペネロペは裁判を傍聴する。検察側の証人になるはずだったロシア人マフィアが殺される。ママが被告ペリーの弁護人となり、ダンから盗んだ情報を使って裁判を有利に運ぶ。ママはクロエが証人のルシファーを嘘つきと呼べば、ペリーを有罪にすると申し出るが、クロエはルシファーが真実を語っており、彼は信頼に値するパートナーだと証言する。ペリーは無罪となるが、釈放後、ダンによってロシア人マフィアに引き渡される。 アメナディエルは35年前、ペネロペとジョン・デッカーに出会っていたことを思い出す。アメナディエルは神の命を受けてペネロペが妊娠するように祝福していた。アメナディエルはママにそれを伝え、ルシファーが地上でクロエと出会うことは全て神によって予定されていたことだという。 |               |                                                       |                    |                                |                |                       |
| 24 | 11            | "お邪魔なCA" "Stewardess Interruptus"                 | Greg Beeman        | Sheri Elwood                   | 2017年1月16日  | 3.97                  |
| 二人の女性が連続して殺され、犠牲者たちの唯一の共通点はルシファーと寝たことだけだった。クロエは嫉妬による殺人を疑い、過去2ヶ月間にわたるルシファーの交際相手全員を尋問する。だが全員がルシファーをセックスの相手としてしか考えておらず、何の感情も抱いていない。やがて二人の犠牲者が未知の薬物を密輸していたことが分かる。ルシファーは自信を失い、自分はクロエにふさわしくないと語る。クロエはルシファーの思いやりを感じてキスをする。 |               |                                                       |                    |                                |                |                       |
| 25 | 12            | "犯人の賭け" "Love Handles"                           | カレン・ガヴィオラ | Alex Katsnelson                | 2017年1月23日  | 4.17                  |
| ルシファーは急に積極的になったクロエにとまどう。未知の毒物によって大学生が殺され、仮面の男が俳優にメールを送り、顔を傷つけないと学生を殺すという選択を迫っていたことが分かる。同様に、毒を盛られた学生を救うために外科医が自分の腕を傷つけるよう迫られる。犯人は、かつて自分の論文を守るために学生を見殺しにし、誰もが自分と同じ選択をすることを証明しようとする元大学教授のカーライルであるとわかり、クロエに追い詰められたカーライルは自殺する。ルシファーはクロエとの恋愛に心を躍らせるが、アメナディエルとペネロペが同席している写真をバーの壁に発見し、父なる神がクロエの誕生と自分との出会いを仕組んだのだとママから聞かされる。クロエがカーライルの毒に侵されていることが判明する。 |               |                                                       |                    |                                |                |                       |
| 26 | 13            | "地獄に堕ちる日" "A Good Day to Die"                  | Alrick Riley       | Joe Henderson & Chris Rafferty | 2017年1月30日  | 4.19                  |
| クロエはルシファーとともに解毒剤を探すが、倒れる。クロエは入院し、ダンとルシファーは解毒剤を探すが、地獄に堕ちたカーライルしか処方を知らないため、ルシファーは地獄に行って聞き出すことにする。ママは助けを拒否するが、メイズとリンダとアメナディエルの助けを得て、クロエの近傍で不死性を失わせた上で自分に電気ショックを浴びせて殺させる。地獄でカーライルの魂は、交通事故を永遠に再現する罰を受けている。ルシファーは解毒剤の処方を聞き出した後、約束を破り赦免せずに立ち去る。60秒後にメイズとリンダはルシファーを蘇生しようとするが、ルシファーもまた繰り返しウリエルを殺す罰にとらわれてしまう。ママはルシファーを助け出すために自分も電気ショックで死んで地獄に降りてルシファーを罰から救い出すが、自分自身もウリエルに対する罪悪感に捕えられそうになり、逆にルシファーが救い出す。エラはダンを連れてギャングの弟に会い、解毒剤の非合法な原料を入手する。瀕死状態だったクロエは解毒剤により回復する。 ルシファーは自分が両親がもてあそぶゲームの駒であることに倦む。回復したクロエは音信不通になったルシファーに会うためにLUXを訪れるが、店が閉鎖されていることにショックを受ける。 |               |                                                       |                    |                                |                |                       |
| 27 | 14            | "ルシファーの帰還" "Candy Morningstar"                | Claudia Yarmy      | Jenn Kao                       | 2017年5月1日   | 3.41                  |
| 2週間も消息不明だったルシファーが元ストリッパーの妻キャンディを伴ってロサンゼルスに戻り、クロエは動揺する。地元バンドのミュージシャンが殺され、クロエはルシファーの協力を拒否するが、ルシファーは無理やり捜査に加わって解決に導く。ルシファーの結婚を知ったママは彼がついに壊れてしまったのではないかと心配する。ルシファーはアメナディエルに、クロエを傷つけてるのではなく守っているのだと話す。ママはルシファーに「アズラエルの剣」が、実は天国の門をも切り裂ける「炎の剣」であることを明かす。ルシファーとキャンディの結婚は、ママから本音を引き出すための偽装であったことが分かり、キャンディは命の恩人であったルシファーに感謝してロサンゼルスを去る。 |               |                                                       |                    |                                |                |                       |
| 28 | 15            | "名門小学校の闇" "Deceptive Little Parasite"          | Brad Tanenbaum     | Mike Costa & Julia Fontana     | 2017年5月8日   | 3.25                  |
| ルシファーは隠し場所から「アズラエルの剣」を取り出す。"光をもたらす子(Lightbringer)"として、ルシファーだけが剣に炎をまとわすことができるはずだが、そのために必要な強い感情を持つことができない。ママは焦り、ルシファーの性欲や恐怖の感情を刺激する。クロエとダンは名門小学校の入学担当者が殺された事件を捜査する。クロエとメイズはトリクシーのレズビアンの両親と偽って学校のパーティーに出席し、犯人をあぶりだす。殺人犯は教師のひとりで、メイズによって捕えられる。リンダの助言で、ルシファーは怒りではなく苦痛の感情を解放して剣に炎をまとわせることに成功する。ママはシャーロットの肉体が弱体化していることに気づき、焦って天に戻ろうとしている。 |               |                                                       |                    |                                |                |                       |
| 29 | 16            | "ゴッド・ジョンソン" "God Johnson"                    | Sherwin Shilati    | Jason Ning                     | 2017年5月15日  | 3.05                  |
| 精神病院で殺人事件が起き、神を自称する入院患者"ゴッド・ジョンソン"が容疑者となる。ジョンソンはルシファーの力に耐性を持ち、ルシファーを地上では誰も知らないはずの名前サマエルと呼ぶ。精神病患者を装って入院したルシファーはジョンソンが奇蹟を起こすのを目撃し、父なる神が地上に顕現した姿ではと思い始める。ルシファーはリンダと協力してジョンソンを脱走させ、ママと再会させる。だがルシファーとジョンソンは病院に連れ戻されて真犯人に殺されそうになり、父と子は和解しかける。「炎の剣」の破片（ピース）だったベルトのバックルが外れて、ジョンソンは神性を失う。ウリエルの最期の言葉は剣の破片が地上にあることを意味していたことが分かる。真の父とは決して和解できないことを悟ったルシファーの怒りは燃え上がる。アメナディエルはメイズに、ルシファーがメイズを置いて天界に戻るつもりであることを漏らす。 |               |                                                       |                    |                                |                |                       |
| 30 | 17            | "刑事と女神の潜入捜査" "Sympathy for the Goddess"     | Louis Milito       | Joe Henderson                  | 2017年5月22日  | 3.03                  |
| ママは「炎の剣」の最後のピースを入手するためプロの密輸業者を雇うが、業者は殺され品物も奪われてしまう。ルシファーは、犯人はママの弁護士としての顧客で強力な犯罪者であるビアンカの息子チェットであることを発見する。ママとクロエはビアンカのパーティーに潜入する。リンダは、ゴッド・ジョンソンを脱走させた倫理規程違反のために医師免許を剥奪される。地上に置き去りにされると思い込み怒り狂ったメイズはルシファーと本気で殴り合い、ルシファーが実は天界に戻らないつもりであることを知る。クロエはママが「ルシファーのお父さんの元妻」と知り、協力させてビアンカを逮捕する。メイズは医療倫理委員会の委員長と接触し、リンダの医師免許を回復させる。ママが取り戻した品は古代シュメール語で書かれた写本で、アメナディエルだけが読むことができる。本には「炎の剣」は三つに分かたれ、最後のピースは神の最愛の息子に託したと書かれている。ママはチェットに腹を刺されるが、傷口から漏れた天界の光でチェットを焼き殺してしまう。ルシファーとアメナディエルは、アメナディエルのネックレスに「炎の剣」の最後のピースが入っていることに気づき、アメナディエルが父なる神の最愛の息子であることを知る。   |               |                                                       |                    |                                |                |                       |
| 31 | 18            | "女神の暴走" "The Good, the Bad, and the Crispy"      | カレン・ガヴィオラ | Ildy Modrovich                 | 2017年5月29日  | 3.31                  |
| ママは清掃業者を呼んでチェットの死体を片付けさせる。アメナディエルは父の最愛の息子であることを喜び、「炎の剣」の最後のピースを渡すことを拒む。ルシファーはママの肉体が神性を支えきれずに間もなく爆発することを知り、メイズにアメナディエルを探させる。チェットの死体が見つかり、清掃業者がチェットと同じように焼け死に、ママに疑いがかかる。ママはリンダに重傷を負わせて、ルシファーが天界に戻るつもりのないことを聞き出す。ママは剣の最後のピースを渡さなければクロエを殺すとルシファーを脅す。ルシファーは隠された最後のピースを見つける。そこに清掃業者を殺したチェットの兄が現れる。アメナディエルはリンダの死をくい止めるために時間を遅くする。ルシファーは「炎の剣」でこの宇宙を切り裂いて”まだ宇宙ではない場所”への入り口を開き、ママを送り込み、アメナディエルのネックレスを除いた「炎の剣」を投げ入れる。時間が動き出しシャーロットは目覚めるが、ママに憑依された間の記憶をなくしている。クロエはチェットの兄を射殺し、ママの犯した殺人の罪は彼に着せられる。ルシファーは真実をクロエに明かす決心をするが、何者かに殴られ、翼の戻った姿で砂漠に目覚める。                       |               |                                                       |                    |                                |                |                       |

### シーズン3のエピソード
| 通算 話数 | シーズン 話数 | タイトル                                                         | 監督                   | 脚本                                                       | 放送日         | U.S.視聴者数 (百万人) |
| --- | ------------- | ---------------------------------------------------------------- | ---------------------- | ---------------------------------------------------------- | -------------- | --------------------- |
| 32 | 1             | "翼の復活" "They're Back, Aren't They?"                          | カレン・ガヴィオラ     | Ildy Modrovich                                             | 2017年10月2日  | 3.92                  |
| マーカス・ピアース警部補がクロエやダンの上司として赴任する。ルシファーがクロエを連れて自分が目覚めた砂漠に戻ると、棺に閉じ込められ脱水症状で死んだ男が見つかる。被害者は親友によって悪ふざけの誘拐を仕組まれたことが分かる。アメナディエルはルシファーが切り落とした翼を見つける。ルシファーは自分の正体を明かすため悪魔の顔をクロエに見せようとするがうまくいかない。ピアースの指示でクロエらはダンを囮にして誘拐業者を雇うが、ルシファーは自分を誘拐させる。誘拐業者を尋問して、自分が謎の大物犯罪者シナーマンに雇われた別の誘拐業者に渡されたことを知る。ルシファーには再び翼が生える。保釈された誘拐業者が惨殺され、ルシファーは事件の背後に父なる神ではない何者かがいることを疑い始める。 |               |                                                                  |                        |                                                            |                |                       |
| 33 | 2             | "悩めるコメディアン" "The One with the Baby Carrot"              | Louis Milito           | Joe Henderson                                              | 2017年10月9日  | 3.33                  |
| ピアースはコメディアンが殺された事件をクロエとルシファーに担当させる。アマチュアのコメディアンであるダンが舞台に上がって手がかりをつかみ、事件は解決される。アメナディエルはルシファーが次々と切り落とした大量の翼をリンダに見せ、父なる神が天使の力も翼も失った自分に与えた試練だと言う。クロエはシナーマンの存在を信じないが、ピアースはルシファーに、シナーマンは危険な存在であり、クロエを巻き込まずに探すべきだと言う。ルシファーは翼が戻ったことも、悪魔の顔を失ったことも気にしないことにする。 |               |                                                                  |                        |                                                            |                |                       |
| 34 | 3             | "ミスター&ミセス マジキーン・スミス" "Mr. & Mrs. Mazikeen Smith" | Tara Nicole Weyr       | Joe Henderson & Alex Katsnelson                            | 2017年10月16日 | 3.19                  |
| 賞金稼ぎの仕事に飽きたメイズは刺激を求め、危険な殺人犯の逃亡者リヴァーズを追ってカナダに行く。メイズはリヴァーズを追跡し、二人は互いを好敵手と認めて魅かれあう。リヴァーズは、自分がかつてヘレーラ警部補の手下の賞金稼ぎだったが、殺人の濡れ衣を着せられたと語る。二人はヘレーラの雇った殺し屋に襲われるが撃退する。クロエはリヴァーズの冤罪を明らかにしてヘレーラを逮捕する。疑いの晴れたリヴァーズはヘレーラの更に上にいる危険なボスからこれからも逃げ続ける必要があると言い、メイズにも用心しろという。何者かがメイズについてのファイルを作る。 |               |                                                                  |                        |                                                            |                |                       |
| 35 | 4             | "ルシファーならどうする？" "What Would Lucifer Do?"              | Eagle Egilsson         | Jason Ning                                                 | 2017年10月23日 | 3.26                  |
| アメナディエルはルシファーこそが神から自分に与えられた試練だと信じ、弟を理解しようと彼の真似をする。だが娼婦のヒモともめて逮捕され、ダンに釈放してもらうはめになる。青少年更生施設のカウンセラーが殺され、クロエが捜査する。ルシファーは人間が変わることなどないと主張する。ピアースはクロエに厳しく接するが、捜査中にクロエをかばって撃たれる。怒りのあまり犯人を殺しかけたルシファーをアメナディエルが止める。彼はルシファーを守ることが自分の試練だと悟ったと言う。ルシファーは変わったのであり、クロエを守れなかった自分自身に激怒したのだと指摘する。ルシファーは、自分は昔と変わらず人を罰しているだけだと反発する。 |               |                                                                  |                        |                                                            |                |                       |
| 36 | 5             | "シャーロットの帰還" "Welcome Back, Charlotte Richards"          | Nathan Hope            | Chris Rafferty                                             | 2017年10月30日 | 3.37                  |
| クロエがプディング製造会社での殺人事件を捜査する。会社の顧問弁護士として登場したシャーロット・リチャーズは当初、捜査を妨害する。シャーロットはママに憑依された間に失った記憶を取り戻そうとし、その間ルシファーと恋愛関係にあったと思い込む。ルシファーは彼女の誤解を解き、シャーロットがママに憑依されていた間、地獄に堕ちていたことを知る。ルシファーはシャーロットに心の奥の罪悪感を告白させ、事件の証拠を提出させる。被害者はメラミン入りプディングの毒性を世に知らせるために他殺を装って自殺をしたことが分かる。罪の意識にとらわれたシャーロットは容疑者である会社幹部ら3人を集め、殺人の自白を強要する。3人は製品の毒性を隠し、それを告発しようとする被害者を脅していたことが分かり、クロエに逮捕される。 |               |                                                                  |                        |                                                            |                |                       |
| 37 | 6             | "カジノガール" "Vegas with Some Radish"                          | カレン・ガヴィオラ     | Ildy Modrovich & Sheri Elwood                              | 2017年11月6日  | 3.48                  |
| クロエの誕生パーティーの最中に、ルシファーは偽装元妻のキャンディが失踪したとの連絡を受け、エラと共にラスベガスに向かう。キャンディと間違われた彼女の友人が射殺され、二人はキャンディと合流して犯人をあぶりだす。ルシファーがロサンゼルスに戻ると、クロエ、リンダ、ダンが部屋で酔いつぶれている。3人が開けようとしていた金庫から、ルシファーはクロエがかつて自分を撃った弾丸をあしらったネックレスを取り出し、誕生日のプレゼントとしてクロエに渡す。 |               |                                                                  |                        |                                                            |                |                       |
| 38 | 7             | "ペテン師は誰か" "Off the Record"                                | Eduardo Sánchez        | 原案:Jen Graham Imada 脚本:Chris Rafferty & Mike Costa     | 2017年11月13日 | 3.58                  |
| リンダの別居中の夫で新聞記者のリースは昏睡状態から目覚める。リンダとルシファーの関係に怒ったリースはルシファーを破滅させようと取材を開始し、ルシファーの悪魔の顔を見てしまう。リースはルシファーを殺そうとするが、誤って無関係な女性が連続殺人犯に殺される結果を招く。ルシファーは、自分が人間を地獄に送るのではなく、リースのような人間が自分自身を地獄に送るのだと話す。連続殺人犯に殺されたリースは再び昏睡状態から目覚め、リースの魂が地獄で終わりなき罰の繰り返しに囚われていることが分かる。 |               |                                                                  |                        |                                                            |                |                       |
| 39 | 8             | "#退屈な人生" "Chloe Does Lucifer"                               | Louis Milito           | Julia Fontana                                              | 2017年11月20日 | 3.26                  |
| アメナディエルに退屈な存在になったと指摘され、ルシファーは思い悩む。セレブ専用の出会い系アプリを使っていた平凡な女性が殺され、クロエはルシファーの指導の下、セレブのルシンダとしてデート相手に接近、捜査を行うが行動が不審すぎて失敗する。実際にアプリを開発したのは被害者女性で、ハンサムな表向きの経営者を脅していたことが分かる。夫を亡くしたリンダは死後の世界を恐れるようになり、アメナディエルに慰められる。地獄に堕ちることを恐れるようになったシャーロットは、善い人間になることを学ぼうとエラに付きまとって事件解決を助け、さらには弁護士を辞めて地方検事局に勤めることにする。 |               |                                                                  |                        |                                                            |                |                       |
| 40 | 9             | "シナーマン" "The Sinnerman"                                     | Marisol Adler          | Jenn Kao                                                   | 2017年12月4日  | 3.39                  |
| ルシファーがギャングに紹介してやった若い男が殺される。メイズがロサンゼルスに戻り、リンダとアメナディエルが親しくしているのを見て動揺する。やはりルシファーが頼みを聞いてやった女性が殺され、エラは犯人がシナーマンだと突き止める。シナーマンはルシファーをおびき寄せて特別性の倉庫に閉じ込めるが、メイズが彼を解放する。ピアースは弟がシナーマンに殺されたとクロエに話し、二人はギャングを襲撃したシナーマンを逮捕する。メイズはリンダにアメナディエルと付き合わないよう請う。ダンは、検事として善良な人間になろうと苦闘するシャーロットを慰める。ルシファーが尋問しようとしたシナーマンは、心を読まれないよう自ら目を潰している。 |               |                                                                  |                        |                                                            |                |                       |
| 41 | 10            | "罪のゴミ箱" "The Sin Bin"                                       | Greg Beeman            | Sheri Elwood                                               | 2017年12月11日 | 3.36                  |
| 縛られて溺れる瀬戸際の女性の動画がシナーマンの携帯に送られてくる。シナーマンだけが彼女の居場所を知るため、クロエとルシファーは署内で爆弾騒ぎを起こしてシナーマンを連れ出すが、これに気づいたピアースも同行する。ピアースとクロエが女を救い出す間、ルシファーはシナーマンを連れて行方をくらます。女の誘拐は偽装だと分かる。ルシファーはシナーマンを、自分が所有する屋敷に連れて行き、メイズに拷問させて悪魔の顔を返すよう迫るが失敗する。「天使は人間を殺してはならない」と言う天界の規範に背き、ルシファーはシナーマンを殺すことで父に背こうとするが果たせず、自分に殺されることがシナーマンの欲望であると気づく。そこに駆けつけたピアースがシナーマンを撃ち殺す。ルシファーは、シナーマンがピアースの共犯者であることに気づき、LUXにピアースを呼びつけて心臓を刺す。ピアースは蘇り、人類史上最初の殺人者であり、永遠に地上をさまよう運命のカインであることが分かる。トリクシーはシャーロットに会い、別れて暮らす子供たちと会うよう勧め、ダンとのデートをお膳立てする。 |               |                                                                  |                        |                                                            |                |                       |
| 42 | 11            | "天使が街に舞い降りた" "City of Angels?"                         | Mark Tonderai          | Jason Ning & Jenn Kao                                      | 2018年1月1日   | 3.11                  |
| 2011年、ルシファーは地獄からロサンゼルスに来る。連れ戻しに来たアメナディエルは強盗に撃たれて父なる神から贈られたネックレスを奪われる。人間が神器に触れるのは危険であるため、アメナディエルはルシファーに借りを作って捜索を手伝わせる。クロエ巡査と夫のダン刑事は、アメナディエルが撃たれた現場で起きた格闘家のアイデンの殺人事件を捜査する。ルシファーは、アイデンに八百長負けを迫っていたプロモーターを、地獄から呼び出したメイズに拷問させる。クロエはプロモーターの弁護士をつとめるシャーロットに会い、アイデンの負けに賭けていた犯人に罠を仕掛ける。ルシファーはアイデンの代わりにアメナディエルをファイト・クラブの試合に出し、犯人をあぶりだそうとする。兄に邪悪と呼ばれて憤慨したルシファーは自分が試合に出るが、アメナディエルは自分の戦士としてのプライドを抑え、ルシファーに勝ちを譲る。アメナディエルの負けに賭けていたアイデンのジムのオーナーが勝ち金を取りに現れて罠にかかり、ルシファーとアメナディエルが彼を拉致してネックレスのありかと自分の罪を自白させた後、クロエが逮捕する。ルシファーは兄への貸しを持ち出して地獄に戻ることを拒否する。ルシファーはファイト・クラブ（後のLUX）を手に入れ、メイズに翼を切り落とさせる。 |               |                                                                  |                        |                                                            |                |                       |
| 43 | 12            | "刑事さんの日" "All About Her"                                   | Tara Nicole Weyr       | Alex Katsnelson                                            | 2018年1月22日  | 3.77                  |
| ピアースはルシファーを殴って砂漠に置き去りにしたことは認めるが、神のために働いたことも、ルシファーの悪魔の顔を奪ったことも、翼を戻したことも否定する。シナーマンは手下だったが手に負えなくなったので殺したと言う。エラはピアースに叱責されて落ち込む。アメナディエルはクラミジア症と診断されるが、後に誤診と分かる。サーファーが殺され、クロエはルシファーの協力を拒んでダンをサーファーのグループに潜入させる。ルシファーはクロエの助けになろうともがき、真犯人は違法に砂浜を私有地化した地主であることが判明する。ピアースは転属しようとする。死を求めるピアースは、ルシファーがクロエの周辺で不死性を失うことを知り、意図的に自身とクロエを共に危険に陥れたとルシファーに告白する。リンダはメイズに遠慮しながらもアメナディエルとキスをし、それを目撃したメイズは激怒する。ピアースはエラに謝罪する。ルシファーはピアースが死ねる方法を見つけてやる"悪魔の取引"をする。 |               |                                                                  |                        |                                                            |                |                       |
| 44 | 13            | "死が2人を分かつまで" "Til Death Do Us Part"                     | Sherwin Shilati        | Mike Costa                                                 | 2018年1月29日  | 3.67                  |
| 父なる神の呪いを破るため、ルシファーはピアースが死ねる方法を熱心に探すが果たせず、ピアースの弱点を調べようと決意する。郊外の住宅街で、かつて高品質のドラッグを作っていたがその後名前を変え化学の教師として暮らしていた女性が殺される。ルシファーはピアースとゲイの夫婦を装って住宅街で潜入捜査をし、ついでにピアースのことを知ろうとする。夫と被害者の関係を疑った住人が犯人であるとわかる。ダンはシャーロットとデートをする。メイズはシャーロットに異常に魅かれるが、彼女に付いた地獄の残り香を嗅ぎ付けたためだった。 |               |                                                                  |                        |                                                            |                |                       |
| 45 | 14            | "弟の番人" "My Brother's Keeper"                                 | Claudia Yarmy          | Joe Henderson & Jason Ning                                 | 2018年2月5日   | 3.71                  |
| ルシファーは神が印としてケインにつけた痣を調べ、アメナディエルに助けを求めるが断られる。宝石鑑定人であるエラの兄ジェイが姿を消し、最後に会った男が殺される。エラは兄の誠実さを信じるが、ルシファーは疑う。ジェイと犠牲者は宝石店が保険件詐欺のために起こした偽装強盗の一味であり、殺人犯はやはり一味であった保険会社の調査員であると分かる。ピアースは自分に痣を与えたアメナディエルを襲う。アメナディエルはピアースが危険な存在であると見て、ルシファーを守ると誓う。かつて"ママ"に殺されかけてシャーロットに対して恐怖心をもつリンダは、躊躇ののちシャーロットのカウンセリングを引き受ける。 |               |                                                                  |                        |                                                            |                |                       |
| 46 | 15            | "ハイスクール白書" "High School Poppycock"                       | Louis Milito           | Chris Rafferty & Jen Graham Imada                          | 2018年2月26日  | 3.18                  |
| YA作家が殺され、クロエは小説の登場人物が作家の高校時代の知人をモデルにしたことを知り、ルシファーとともに作家の同窓会に参加する。メイズはリンダとアメナディエルの交際が気に入らず、リンダに男性を紹介するとしてブラインドデートをお膳立てする。被害者の作家が、編集者が希望しない結末を書いていたことが分かり、罠を仕掛けて犯人の編集者を逮捕する。リンダはメイズのためにアメナディエルと別れることにする。ルシファーは、ピアースの呪いを解く方法を思いつく。 |               |                                                                  |                        |                                                            |                |                       |
| 47 | 16            | "地獄のモルモット" "Infernal Guinea Pig"                         | Eagle Egilsson         | Jenn Kao & Julia Fontana                                   | 2018年3月5日   | 3.13                  |
| ピアースの呪いを解くため、ルシファーはカインに殺されて地獄に堕ちたアベルを生き返らせる。アベルの魂は、ルシファーの想定とは異なり映画プロデューサーの助手ブリーの肉体に宿り、爆殺されかかり瀕死だった彼女は病院から行方をくらませる。アメナディエルがアベルであるブリーに自殺するよう説得するが、ブリーはボリビアの麻薬業者に狙われる。クロエはプロデューサーが麻薬取引に絡んでいたことを知る。ピアースはブリー（＝アベル）に撃たれ、これで罪が対等になったと思うがやはり死ねない。クロエはプロデューサーの事務所に仕掛けられた爆弾で殺されそうになるが、マネーロンダリングの容疑でプロデューサーを逮捕する。ブリーはピアースと和解した後に救急車に轢かれる。神に背くことでクロエの身に危険が及ぶことを恐れたルシファーはピアースを殺す試みはやめると宣言する。 |               |                                                                  |                        |                                                            |                |                       |
| 48 | 17            | "奪われたスポットライト" "Let Pinhead Sing!"                     | Alrick Riley           | Ildy Modrovich & Sheri Elwood                              | 2018年3月12日  | 2.97                  |
| ポップシンガーの替え玉を勤めたダンサーがステージ上で殺され、クロエが捜査する間、ルシファーはシンガーを自宅にかくまう。ピアースはアベルに殺されることができず、ルシファーも自分を殺すことを拒否したため、ひどく落胆する。ピアースはクロエが自分の死につながる鍵であると考えてデートに誘う。リンダはシャーロットの仲介でメイズとの友情を取り戻そうとするが、説得は無駄に終わる。 |               |                                                                  |                        |                                                            |                |                       |
| 49 | 18            | "最後のハートブレイク" "The Last Heartbreak"                     | Hanelle Culpepper      | Alex Katsnelson & Mike Costa                               | 2018年3月19日  | 3.23                  |
| 1958年、ロサンゼルス市警刑事だったピアースは不倫カップルを殺す連続殺人犯を追っていた。現在、同じ手口の連続殺人事件が起きる。ルシファーはクロエとピアースが親密になるのを邪魔する。ピアースは1958年時代のガールフレンドの孫娘に会い、当時の事件ファイルを取り戻す。クロエとピアースは不倫カップルを装った囮捜査で模倣犯を捕まえる。アメナディエルはシャーロットに出くわし、記憶を失っていた時期になにがあったのか、真実を明かすよう求められる。ピアースはクロエと付き合うことにし、ルシファーもそれを認める。アメナディエルとの関係に苛立つメイズはトリクシーを侮辱してしまう。 |               |                                                                  |                        |                                                            |                |                       |
| 50 | 19            | "オレンジ・イズ・ニュー・メイズ" "Orange Is the New Maze"        | Nathan Hope            | Jenn Kao                                                   | 2018年3月26日  | 3.19                  |
| 苛立つメイズはクロエとのルームシェアを解消し、地獄に戻してくれるようルシファーに頼むが断られる。殺人現場の防犯カメラにメイズの姿が写り、メイズは自首するが脱走して自分を嵌めた犯人を捜す。ピアースはクロエと親密になり、ルシファーとクロエの関係に嫉妬する。メイズは、賞金稼ぎで捕まえた犯罪者の母親が犯人であることを知るが、クロエの説得で殺さずに足を刺すだけに留める。アメナディエルの頼みで、ルシファーは翼をそなえた姿をシャーロットに見せる。メイズは街を出ていこうとするが、ピアースに止められ取引を持ち掛けられる。 |               |                                                                  |                        |                                                            |                |                       |
| 51 | 20            | "サンバーナーディーノの天使" "The Angel of San Bernardino"       | Tara Nicole Weyr       | Jason Ning                                                 | 2018年4月16日  | 3.18                  |
| 富豪の麻薬患者の殺人事件の現場で天使が目撃者を救う。ルシファーは神の関与と寝ている間の自分の行動を疑い、眠らずにBONESを見て過ごす。ピアースはクロエとさらに親しくなる。地獄に堕ちる恐れの消えたシャーロットは天国に行けると思い込む。メイズは、クロエからルシファーの気をそらすために、自分が天使の偽装をしたと告白する。ピアースはクロエを傷つけることを恐れて別れ、怒ったルシファーがピアースを殴ると不死の徴の痣が消えている。 |               |                                                                  |                        |                                                            |                |                       |
| 52 | 21            | "ライバル対決" "Anything Pierce Can Do I Can Do Better"          | Jim Vickers            | Alex Katsnelson                                            | 2018年4月23日  | 2.82                  |
| 不死性の消えたピアースは自殺を考えるが思いとどまり、クロエとともに老いて死にたいと思い始める。ピアースとルシファーはクロエの関心を買おうと競う。ピアースは、ルシファーに自分を殺させるというメイズとの企みを中止する。バレリーナが殺される事件が起き、彼女のパートナーが犯人とわかる。ルシファーに頼まれ、アメナディエルとシャーロットは、ピアースがシナーマン事件の背後にいることを明らかにしようとする。ルシファーの目の前でピアースはクロエにプロポーズし、受け入れられる。 |               |                                                                  |                        |                                                            |                |                       |
| 53 | 22            | "独身最後のパーティー" "All Hands on Decker"                     | Eduardo Sánchez        | Sheri Elwood                                               | 2018年4月30日  | 2.84                  |
| 結婚準備のためにクロエは休暇を取り、ルシファーはダンと組んで犬のトレーナーの殺人事件を捜査する。エラはクロエのためにバチェラーパーティーを企画する。ピアースには再び不死の痣が現れ、メイズはクロエの心が揺れている徴だと受け取る。アメナディエルは婚約を破棄させるためにシャーロットに協力を求める。エラはメイズとシャーロットがクロエの結婚の意思を変えようとしていることに気づく。メイズはピアースの痣が偽物であることに気づく。ダンはシャーロットに告白し、二人は関係を深める。クロエは婚約を解消し、仕事に戻る。 |               |                                                                  |                        |                                                            |                |                       |
| 54 | 23            | "愛する二人" "Quintessential Deckerstar"                         | Claudia Yarmy          | Ildy Modrovich                                             | 2018年5月7日   | 2.90                  |
| 著名な元野球選手クレイの妻が殺される。シャーロットはクレイが殺人を犯す悪夢にうなされ、13年前にクレイの別の殺人をもみ消したことを告白する。ピアースとメイズは、ピアースの不死性の痣を取り戻すためにアメナディエルを殺そうとするが、メイズは思いとどまる。クロエは誤ってクレイの妻を殺した犯人を見つけ、シャーロットの助けで13年前の殺人罪でクレイを逮捕する。ピアースはアメナディエルを殺そうとし、かばったシャーロットを殺してしまう。ルシファーはクロエに愛を告白して二人はキスをする。悲嘆にくれるアメナディエルは翼を取り戻し、シャーロットの魂を天国に届ける。電話を受けたクロエ、ルシファー、ダンはシャーロットの殺人現場に到着して悲嘆にくれる。 |               |                                                                  |                        |                                                            |                |                       |
| 55 | 24            | "約束を果たす悪魔" "A Devil of My Word"                          | Eagle Egilsson         | Joe Henderson                                              | 2018年5月14日  | 3.20                  |
| ダンはシャーロットがピアースを調査し、シナーマンであると疑っていたことを知る。ピアースは、シャーロットが起訴していた犯罪者に罪を着せるが、クロエ、ダン、ルシファーに見透かされる。ダンとクロエはピアースがダンに送った暗殺者を捕える。メイズはピアースの手下のもとから逃げ出し、心配してリンダのもとに来る。クロエとルシファーは、暗殺者の情報を信じて待ち伏せに会い、クロエは撃たれるが、ルシファーが翼で守り傷を癒す。ピアースは天使を殺せるメイズの武器でルシファーと戦い、胸を刺されて死ぬ。ピアースは天国に行けると思い込むが、永遠に地獄で苦しむことになるとルシファーに教えられる。怒りによって取り戻されたルシファーの悪魔の顔をクロエが見てしまう。 |               |                                                                  |                        |                                                            |                |                       |
| 56 | 25            | "真実を告げるとき" "Boo Normal"                                  | Lisa Demaine           | Jen Graham Imada                                           | 2018年5月28日  | 2.42                  |
| エラがデトロイトの家族のもとに引っ越すことを考え始めた時、精神科医の殺人事件が起る。子供のころに遭った交通事故以来、5年前デトロイトから出るまで見続けた幽霊のレイレイが再びエラの前に姿を表す。事件を解決したエラはロサンゼルスに留まることにする。ルシファーはレイレイが妹の死の天使アズラエルであると気づく。エラがルシファーと一緒に働くように仕向けたのは自分だとアズラエルは言う。 |               |                                                                  |                        |                                                            |                |                       |
| 57 | 26            | "昔々の物語" "Once Upon a Time"                                  | ケヴィン・アレハンドロ | 原案:Ricardo Lopez Jr. 脚本:Ildy Modrovich & Joe Henderson | 2018年5月28日  | 2.42                  |
| クロエの父が勤務中に殺されなかった別の時間線が描かれる。女優を続けるクロエの友人のスタントマンがLUXで殺され、ルシファーとクロエはそれぞれ犯人を捜し、やがて協力して事件を解決する。 |               |                                                                  |                        |                                                            |                |                       |

### シーズン4のエピソード
| 通算 話数 | シーズン 話数 | タイトル                                             | 監督                | 脚本             | 公開日       |
| --- | ------------- | ---------------------------------------------------- | ------------------- | ---------------- | ------------ |
| 58 | 1             | "大丈夫" "Everything's Okay"                         | Sherwin Shilati     | Joe Henderson    | 2019年5月8日 |
| ルシファーの正体を知り、休暇から戻ったクロエは不自然な態度を見せる。元犯罪者で証人保護プログラム対象であった養蜂家が殺され、犯罪者を憎む司法省の担当者が逮捕される。メイズは傷つけてしまったトリクシーと仲直りする。LAに戻ったアメナディエルは、シャーロットを失ったことに苦しむダンを慰める。 |               |                                                      |                     |                  |              |
| 59 | 2             | "固定観念" "Somebody's Been Reading Dante's Inferno" | Sam Hill            | Ildy Modrovich   | 2019年5月8日 |
| クロエは、ルシファーを危険視して地獄に送り帰そうとするキンリー神父と協力していたことがわかる。エラの好きなリアリティ番組の出演者が殺され、セットを爆破しようとした共演者が逮捕される。ルシファーに薬を飲ませるよう神父に依頼されたクロエは迷う。真犯人のカメラマンがクロエを襲うが、ルシファーはクロエの側で不死身性を失いながらも身を賭してクロエを救い、クロエは神父の依頼を断る。キンリー神父がルシファーに会いに来る。アメナディエルは地球で何をすべきか迷う。リンダは妊娠をアメナディエルに告げる。 |               |                                                      |                     |                  |              |
| 60 | 3             | "揺らぐ信頼" "O, Ye of Little Faith, Father"         | Jessika Borsiczky   | Jason Ning       | 2019年5月8日 |
| キンリーはクロエに対する疑念をルシファーにかきたて、ルシファーはクロエに嘘をつかれていたことを知る。更生した二人の元ギャングが殺され、カウンセラーが殺人犯であるとわかる。ダンとメイズはギャングのアジトで暴れる。カウンセラーはルシファーに罰せられることを望むがかなえられず自殺する。事件の影には悪魔の存在を証明しようとするキンリーがいることがわかり、逮捕され教会に破門される。キンリーは上司の司教代理に、ルシファーとクロエの仲を裂いたことで、悪魔が地上で運命の恋人に会うと悪がはびこるという予言を阻止したと言う。だが上司は、クロエが運命の恋人とは限らないと言う。イブがLUXに来る。アメナディエルはよい父親になろうとしてリンダに求婚するが断られる。                                                                                      |               |                                                      |                     |                  |              |
| 61 | 4             | "罪作りな女" "All About Eve"                         | Sherwin Shilati     | Chris Rafferty   | 2019年5月8日 |
| ルシファーはクロエと絶縁する。宝石デザイナーのパブロが殺され、高価な首飾りが行方不明となる。ルシファーは天国に倦んで地上に来た、昔の恋人のイブと再会する。犯罪案内人のバシル・アルファサードは借金のカタに首飾りをパブロから取り上げようとしており、パブロと同じ飛行機に乗っていたイブが盗んだと疑う。クロエはコンパニオンのオデッサが首飾りを盗んだことを知り、盗みを依頼した仲買人を追う。ルシファーはイブを守るため、ネックレスを手に入れてバシルに返そうとする。競売場でパブロのビジネス・パートナーが犯人であるとわかり逮捕される。クロエはイブとルシファーが親密にしているところを見る。リンダは男の子の天使を身ごもっていることがわかる。メイズはルシファーの真の姿を受け入れられないクロエとの同居をやめてリンダの家に引っ越す。                 |               |                                                      |                     |                  |              |
| 62 | 5             | "お手上げ状態" "Expire Erect"                        | Viet Nguyen         | Mike Costa       | 2019年5月8日 |
| クラシックカーのファンが殺され、クロエはルシファーに最後の協力を求める。ルシファー、クロエ、エラ、イブのいるLUXに犯人のマルコが来てルシファーを撃ち、爆弾で客全員を人質にする。強盗犯のマルコは妻を探すよう要求し、メイズとダンが見つける。妻はLUXに来るが、自分が強盗事件を計画した秘密を守るためにマルコを刺し、客を人質にとる。SWATが突入し、クロエが傷の悪化したルシファーを守る中、エラは爆弾を解除する。クロエはアメナディエルにルシファーとイブのことを相談する。イブはルシファーがクロエの側だけで不死身性を失うことを知る。 |               |                                                      |                     |                  |              |
| 63 | 6             | "仕事と私生活" "Orgy Pants to Work"                  | Louis Milito        | Aiyana White     | 2019年5月8日 |
| 監査人が殺され、ルシファーとエラは捜査のためにヌーディストキャンプに潜入し、犯人であるオーナーのジュリアンを逮捕する。富豪の父親ティアーナンによって保釈されたジュリアンは人身売買の現場に踏み込まれて逃げ、警官を殺す。ルシファーは人を罰する悪魔としての自分と法に従う処罰の間で引き裂かれる。悪魔に戻ることを求めるイブの目の前でジュリアンを痛めつける。アメナディエルの妹の天使のレミエルがリンダの産む天使を天国に連れ帰るためにLAに来る。 |               |                                                      |                     |                  |              |
| 64 | 7             | "悪魔のやり方" "Devil Is as Devil Does"              | Richard Speight Jr. | Jen Graham Imada | 2019年5月8日 |
| ジュリアンは大けがを負い、ダンはルシファーの仕業を疑う。ティアーナンが息子の復讐のために殺し屋を雇い、誤って別の男を殺したと疑われる。ルシファーは自分がジュリアンを痛めつけたことをクロエに告白する。ルシファーが気に入らないダンは、ジュリアンを痛めつけたのはルシファーだとティアーナンに漏らす。トリクシーがルシファーの家に来た時に、ティアーナンの雇った殺し屋が襲うがルシファーに倒される。ルシファーはティアーナンを罰せず、犯罪の証拠とともに警察署に連行する。レミエルはリンダの子の父親がアメナディエルであると知り、兄と戦って敗れる。ダンはエラと付き合い始める。クロエは拘置所のキンリー神父に会い、予言を聞かされる。天使の羽が悪魔の羽に変化したルシファーは、リンダに助けを求める。                                                     |               |                                                      |                     |                  |              |
| 65 | 8             | "最悪な彼氏" "Super Bad Boyfriend"                   | Claudia Yarmy       | Jason Ning       | 2019年5月8日 |
| クロエはルシファーに予言のことを話し、ルシファーはイブと別れることで予言を無効にしようとするがイブは拒否する。ルシファーはイブに冷たくして嫌われようとするがうまくいかない。高校教師のバエズが殺され、アメナディエルに助けられて麻薬販売から抜けようとした生徒のケーレブが逮捕される。クロエは、バエズの恋人の息子であり、試験をごまかした優等生のガールフレンドが犯人であることをつきとめ、ケーレブは釈放される。ルシファーはイブに率直に別れを切り出す。ケーレブが殺され、激怒したアメナディエルは麻薬業者を痛めつける。アメナディエルは息子の天使を天国で育てると決める。エラはティアーナンにルシファーのことを漏らしたのは警官らしいとダンに言う。自己嫌悪に陥ったダンはメイズを挑発して罰せられようとする。ルシファーも自己嫌悪をリンダに告白する。 |               |                                                      |                     |                  |              |
| 66 | 9             | "ルシファーを救え" "Save Lucifer"                    | Lisa Demaine        | Joe Henderson    | 2019年5月8日 |
| 自己嫌悪に落ちたルシファーの肉体に変化が生じて広がり続ける。セレブの不動産業者の双子のメガンが殺され、片割れのモイラが犯人と疑われる。ルシファーは双子殺しから自己嫌悪について学ぼうとする。殺人犯は双子の下の妹であることがわかる。ダンの秘密がエラにばれる。リンダが息子チャーリーを出産する。イブはメイズと親しくしてルシファーの気を引こうとする。メイズとイブはレンリー神父を脱走させ、予言を否定するよう求める。神父は予言を阻止するため、ルシファーの運命の人であると信じるイブを殺そうとする。イブは逆襲して神父を殺し、魔物を召喚して憑依させ、地獄に戻るようルシファーを説得させようとする。ルシファーは完全な悪魔の姿となるが、クロエに自分を許すよう助言されて元の姿に戻る。                                                                 |               |                                                      |                     |                  |              |
| 67 | 10            | "地獄に新たな王を" "Who's Da New King of Hell?"      | Eagle Egilsson      | Ildy Modrovich   | 2019年5月8日 |
| ルシファーは元の人間の姿に戻る。魔物ドロモスが憑依したキンリーがDJホラを殺し、魔物スクイーに憑依させる。ドロモスとスクイーはLUXに来てルシファーに地獄に戻るよう求めるが拒否され、代わりにチャーリーを誘拐して地獄の王にしようとし、魔物を増やす。ルシファー、アメナディエル、メイズはチャーリーを救出する。ルシファーはクロエの目の前で悪魔の姿に戻り、押し寄せる魔物たちに地獄に戻るよう命令する。イブは自分を探すために旅立つ。アメナディエルは息子を地上で育てようと決める。ルシファーはイブでなくクロエが自分の運命の人であると知り、予言から愛する人々を守るために地獄に戻り、魔物を統制しようと決める。ルシファーとクロエは愛を告白しあうが、ルシファーはクロエを残して地獄の王座に戻る。                                                          |               |                                                      |                     |                  |              |

### シーズン5のエピソード
| Part 1 |    |                                                                 |                        |                                                                             |               |
| 68 | 1  | "悲嘆にくれた悪魔" "Really Sad Devil Guy"                       | Eagle Egilsson         | Jason Ning                                                                  | 2020年8月21日 |
| ルシファーが地獄に降りて2カ月が経ち、アメナディエルはLUXを経営しながら麻薬捜査に協力し、リンダは息子のチャーリーに英才教育を施す。ルシファーは、地獄に落ちた犯罪者ガーナーに殺された場面を繰り返し見せる拷問に立ち会う。事件の担当がクロエであると知ったルシファーはガーナーの記憶をたどり、クロエに伝言を送って捜査に協力する。地上では、クロエがメイズとともに、手を切り落とされたガーナーの殺人犯を探す。エラは、ガーナーが金を借りていたダッグと付き合う。クロエはガーナーの妹の家で、分け前を狙って殺し屋を雇っていたガーナーの犯罪者仲間に襲われ、偽のルシファーに救われる。 |    |                                                                 |                        |                                                                             |               |
| 69 | 2  | "悪魔を称える声" "Lucifer! Lucifer! Lucifer!"                   | Sherwin Shilati        | Ildy Modrovich                                                              | 2020年8月21日 |
| メイズは偽ルシファーの正体が双子の弟のミカエルであることを知る。富豪のブロディが運営する、火星基地を模した訓練用のドームで司令官のジュディ・メイソンが殺され、クロエと偽ルシファーが捜査する。クロエは、偽ルシファーがフロリダにいたとエラに嘘をつき、メイズとベッドにいたところを見て疑い始める。殺人事件は、ドームでの恋愛のもつれによるものであったことがわかる。クロエは偽ルシファーを撃って正体を聞き出す。ミカエルは、クロエが神からルシファーへの贈り物であると話す。アメナディエルも偽ルシファーの正体に気づいて地獄に行き、地獄の時間で数千年を暮らしたルシファーに会う。 |    |                                                                 |                        |                                                                             |               |
| 70 | 3  | "ディアブロ" "¡Diablo!"                                         | Claudia Yarmy          | Mike Costa                                                                  | 2020年8月21日 |
| ルシファーはクロエを心配するあまり、アメナディエルに地獄の管理を任して地上に来る。ルシファーらをモデルにした番組『ディアブロ』の製作指揮者が殺され、ルシファーはクロエの捜査を手伝う。やがて主役俳優も殺され、クロエは自分の役を演じる女優が犯人であることを突き止める。メイズは、ルシファーが自分を置いて地獄に行ったことに傷つく。ミカエルがルシファーの前に現れ、昔から自分がルシファーを操っていたと打ち明けて二人は争い、ミカエルは顔に傷を負う。 |    |                                                                 |                        |                                                                             |               |
| 71 | 4  | "哀れなニワトリ" "It Never Ends Well for the Chicken"           | Viet Nguyen            | Aiyana White                                                                | 2020年8月21日 |
| ルシファーはトリクシーに、1946年にリリスの指輪が盗まれた話を聞かせ、フィルム・ノワールの世界で、おなじみのメンバーがそれぞれ役を演じる。現在、メイズは自分を捨てた実の母であるリリスに会いに行く。 |    |                                                                 |                        |                                                                             |               |
| 72 | 5  | "刑事アメナディエル" "Detective Amenadiel"                      | Sam Hill               | Joe Henderson                                                               | 2020年8月21日 |
| クロエは自分が神からルシファーへの贈り物であることに衝撃を受け、ルシファーと距離を置く。アメナディエルは父神に解放されて地上に戻る。修道院でシスター・ビクトリアが殺され、クロエとアメナディエルが捜査する。ビクトリアの恋人が誤って殺したことがわかる。アメナディエルは、父神の使いで自分がクロエの両親に祝福をもたらしてクロエが生まれたこと、クロエだけがルシファーの真の姿を見ることができ、ルシファーはクロエのそばでは弱くなることを選ぶと話す。母リリスに捨てられた悩みを抱えるメイズはリンダに相談に来るが、リンダ自身かつて娘を生んで捨てたと聞いて衝撃を受ける。二人はリンダの娘アドリアナに会いに行く。メイズはリリスに会いに行き、母が死んだと聞かされる。 |    |                                                                 |                        |                                                                             |               |
| 73 | 6  | "ブルーボールズ" "BluBallz"                                     | Richard Speight Jr.    | Jen Graham Imada                                                            | 2020年8月21日 |
| ルシファーとクロエの心が通じ合った時、ステージ上でDJが感電死した事件の連絡が入って邪魔をする。事件現場にクロエの元カレのDJジェッドが現れてルシファーは嫉妬する。女性たちがおとり捜査をする間、男性たちはチャーリーの子守をする。犯人はジェッドのファンの女性の夫とわかる。ダンはルシファーの悪魔の顔を見てしまう。ルシファーとクロエは初めてセックスをする。愛に飢えたメイズは人好きのするエラの真似をする。 |    |                                                                 |                        |                                                                             |               |
| 74 | 7  | "2人の魔性" "Our Mojo"                                          | Nathan Hope            | Julia Fontana                                                               | 2020年8月21日 |
| ルシファーとクロエがセックスをしたのち、人々の欲望を聞き出すルシファーの魔力はクロエに移るが、ルシファーに対してしか効かない。オペラ歌手が殺されて声帯が切り取られ、二人は周囲の人間の恨みを疑うが、やがて連続殺人鬼の仕業であることがわかり逮捕する。メイズは寂しさのあまりアメナディエルにあたる。シャーロットの死を嘆くダンは、天使の姿で現れたミカエルに操られて、クロエの側でルシファーを撃つ。 |    |                                                                 |                        |                                                                             |               |
| 75 | 8  | "ネタバレ注意" "Spoiler Alert"                                  | ケヴィン・アレハンドロ | Chris Rafferty                                                              | 2020年8月21日 |
| 不死身に戻ったルシファーはダンの弾を跳ね返す。クロエは連続殺人事件の不審点に気づくが、ミカエルに拉致される。魔力を取り戻したルシファーらは拉致が真犯人の仕業と信じて必死に探し、エラのボーイフレンドのピートが真犯人とわかる。ダンのヒントからクロエが見つかり救出される。時間が止まり、魂を約束されてメイズはミカエルに味方し、ルシファー及びアメナディエルと戦う。父神が姿を現す。 |    |                                                                 |                        |                                                                             |               |
| Part 2 |    |                                                                 |                        |                                                                             |               |
| 76 | 9  | "家族で夕食を" "Family Dinner"                                  | Nathan Hope            | Joe Henderson                                                               | 2021年5月28日 |
| 父神が息子たちの争いを止める。メイズは父神に魂を請うが断られる。父神は息子たちとリンダを夕食に招くが、ルシファーとミカエルは口論する。アメナディエルは息子チャーリーを不死にしてくれるよう願う。父神はミカエルを地上から追放する。家族経営のミニゴルフ場で兄弟の一人が焼死し、クロエとルシファーは家族による犯行を疑う。父親が自白するも、ミニゴルフ場を守ろうとした被害者をガールフレンドが誤って殺したことが分かる。 |    |                                                                 |                        |                                                                             |               |
| 77 | 10 | "聖なる迷惑カラオケ大会" "Bloody Celestial Karaoke Jam"         | Sherwin Shilati        | Ildy Modrovich                                                              | 2021年5月28日 |
| 父神は息子たちの生活を見届けるために地上にとどまる。高校のアメリカン・フットボールの審判が毒を塗ったホイッスルによって殺されるが、見学に来た父神の影響でルシファーを含む現場の全員が歌い踊り始める。審判の妻が殺人犯とわかる。ダンはシャーロットの元夫である父神に会って動揺する。アメナディエルは息子チャーリーが天使ではなくただの人間になることで失望し、安堵したリンダと口論になる。父神は自分が制御を失いつつあるために、周囲で人や天使が歌い踊り始めるとルシファーに告白する。 |    |                                                                 |                        |                                                                             |               |
| 78 | 11 | "素で悪魔顔" "Resting Devil Face"                               | Bola Ogun              | 原案:Mira Z. Barnum, Joshua Duckworth & Ricardo Lopez Jr. 脚本:Aiyana White | 2021年5月28日 |
| 父神はシャーロットと寝たことを告白したダンを爆破したのちに元に戻す。ルシファーが神の力の危険性を訴え、父神は力のない人間となってしばらく地上にいることにする。格闘家が殺されるて麻薬業者が疑われる。父神はルシファーのおとり捜査の邪魔をして命の危険にさらされ、ルシファーの悪魔の顔に衝撃を受けて家出する。麻薬に依存する外科医が犯人と判明する。魂を断られたメイズは父神を殺そうとするも、反抗期のトリクシーに自分の間違いを語る姿を見て断念する。父神は力を取り戻し、メイズに魂を得る可能性があると話す。アメナディエルとルシファーに、引退の意志を示す。 |    |                                                                 |                        |                                                                             |               |
| 79 | 12 | "裸でおびえるダニエル" "Daniel Espinoza: Naked and Afraid"      | Greg Beeman            | Mike Costa                                                                  | 2021年5月28日 |
| 神や悪魔との遭遇から立ち直れないダンは、囚人引き取りに向かう。飲み明かした後に裸で目覚めると横には男の死体がある。旧知の身持ちの悪い刑事ルイス、ロシア人マフィア、ロサンゼルスのギャングの争いに巻き込まれて酷い一日を過ごし、毒を注射される。目の前で銃撃戦となり、メイズを含むダン以外の全員が死ぬ。すべては銃で撃たれた仕返しにルシファーが仕組んだ芝居であり、誰も死んでいないことが分かる。ルシファーの意図に反し、ダンは立ち直っている。 |    |                                                                 |                        |                                                                             |               |
| 80 | 13 | "ちょっとしたストーキング" "A Little Harmless Stalking"         | Richard Speight Jr.    | Julia Fontana & Jen Graham Imada                                            | 2021年5月28日 |
| ルシファーとクロエは二人の関係を確認する。リンダは生き別れの娘アドリアナを尾行して殺人現場に遭遇し、娘を救うために罪を被る。アドリアナが出頭して自供するも、リンダとメイズは嫌疑を晴らそうとする。自分探しの旅のあと賞金稼ぎになっていたイブがメイズの前に姿を現し、メイズへの愛を告白する。ルシファーはアドリアナが育ての母を守るために嘘の自供をしたと聞きだす。アドリアナのボーイフレンドが真犯人とわかる。アメナディエルは父神の後を継ぐ準備はできていないと感じるも、ルシファーが後継者になりたいと宣言する。 |    |                                                                 |                        |                                                                             |               |
| 81 | 14 | "何事にも終わりが" "Nothing Lasts Forever"                      | Lisa Demaine           | Chris Rafferty                                                              | 2021年5月28日 |
| 父神が地上に戻り、子の天使たちを招いて引退パーティーを開く。天使たちは後継をめぐって揉め、アメナディエルはルシファーを支持する。神になるつもりのルシファーは、父神の引退先の調査に心を奪われながらも水族館の館長殺人事件の捜査に参加する。クロエは神になる彼と疎遠になることを心配する。メイズは自分を地獄の支配者にするようルシファーに頼む。ルシファーは父神の引退後の人生のため、ガブリエルの力を借りて母神を別の宇宙から呼ぶ。父神は、力を失いつつあるとミカエルに思わされていただけであることを知りながら、それでも引退して母神とともに二度と戻れない別の宇宙へ渡り、後継は子たちの選択に任せる。レミエルがルシファーに会いに来て、ミカエルが他の天使の支持を集めていると教え、しぶしぶルシファーを支持する。ガブリエルは、「炎の剣」の破片をミカエルに渡す。 |    |                                                                 |                        |                                                                             |               |
| 82 | 15 | "こんな最後でいいの!?" "Is This Really How It's Going To End?!" | Ildy Modrovich         | Jason Ning                                                                  | 2021年5月28日 |
| ルシファーはミカエルに対抗して天使たちの支持を集めようとするが不利となる。アメナディエルは警察官になろうとする。ダンはピートのことで傷ついたエラに、元の相棒を紹介する。クロエはルシファーの顧問となるために辞職願を出す。最後に、ワイン愛好家殺人事件を捜査する。遺品詐欺をしていた被害者の仲間のTJは超人的な力を発揮し、捜査中のダンは傭兵に誘拐され殺される。アメナディエルが死んだケーレブに与えた「炎の剣」の要素である首飾りを、ミカエルが傭兵に探させていたことが分かる。アメナディエルは、ダンが天国に行っていないことを確かめる。メイズとルシファーは傭兵に報復し、神になるための戦争を誓う。 |    |                                                                 |                        |                                                                             |               |
| 83 | 16 | "ハッピーエンドの可能性" "A Chance at a Happy Ending"           | カレン・ガヴィオラ     | Joe Henderson & Ildy Modrovich                                              | 2021年5月28日 |
| 天使たちによる投票日の前日、有利な立場のミカエルはルシファーに会ってダンと同様にクロエも地獄に行くことになると告げ、地獄の王座に戻るよう説得する。「アズラエルの剣」でレミエルが殺され、ルシファーとクロエは「炎の剣」に欠ける首飾りを探すが、ミカエルがTJを殺して横取りする。ルシファー、アメナディエル、メイズ、クロエは戦いを誓う。投票日、ミカエルは天使たちの多数の支持を集めるが、神の任命には満場一致が必要なために反対派を一掃しようとする。メイズとイブは囚人たちを脱走させて味方につけ、クロエは「地獄のダガー」から作られた弾丸を用いる。「炎の剣」を持つミカエルはルシファーに一騎打ちを挑む。「炎の剣」から首飾りを盗んだクロエはミカエルに殺される。地上ではミカエル派とルシファー派の戦いが始まる。罪の意識から解放され天国に昇ったクロエを、ルシファーが追いかけるもリリスの指輪の力で灰にならず済む。ルシファーは自分を犠牲にして指輪をクロエに渡し地上に戻す。クロエは首飾りの力でミカエルを倒すも、なぜか無事に地上に戻ったルシファーの説得で助命する。ルシファーはミカエルを殺さず、翼を切り落とす。生き残った天使たちは神となったルシファーに忠誠を誓う。 |    |                                                                 |                        |                                                                             |               |

1. ↑  シーズン4第8話

### シーズン6のエピソード
| 通算 話数 | シーズン 話数 | タイトル                                                  | 監督                   | 脚本                           | 公開日        | 製作 番号 |
| --- | ------------- | --------------------------------------------------------- | ---------------------- | ------------------------------ | ------------- | --------- |
| 84 | 1             | "変わるわけがない" "Nothing Ever Changes Around Here"     | ケヴィン・アレハンドロ | Mike Costa                     | 2021年9月10日 | TBA       |
| ルシファーが天界に昇り神となる前夜、クロエとデートで訪れたマジシャンの会員制クラブで、二人は殺人事件の目撃者となる。エラと、ダンおよびクロエの後任のキャロルが捜査に来て、二人は事件解決を助ける羽目になる。エラは神の不在を感じるとルシファーに語る。メイズはイブを伴侶として地獄の統治者となる予定となる。アメナディエルは警察学校に通い、警察に勤めようとする。ルシファーは地獄を訪れ、数千年間卓球をし続けるダンに面会し、地獄から脱出させられる方法を見つけられないと語る。 |               |                                                           |                        |                                |               |           |
| 85 | 2             | "それぞれの重荷" "Buckets of Baggage"                     | Richard Speight Jr.    | Jen Graham Imada               | 2021年9月10日 | TBA       |
| いまだ神となることを躊躇するルシファーは見知らぬ他人を助けることを学ぼうとし、キャロルを対象に選ぶ。キャロルとエラは互いに惹かれる。映画館で殺人事件が起き、ルシファーはキャロルの捜査とエラとの恋愛の両方を助けようとする。エラはピートの記憶がよぎってキャロルを怪しんで調べ、キャロルが3年間覆面捜査官を務め、アルコール依存症から回復途中であることを知る。事件は解決し、キャロルとエラは互いの思いを打ち明け合う。"アメナディエルの首飾り"により超人的な力を身につけたクロエは退屈のあまりメイズと模擬戦闘を戦う。背中に翼を生やした謎の天使が地獄を歩み、翼をもがれたミカエルを見かける。ダンに会い地獄を脱出させられると申し出る。エラは車に落ちてきたカエルを見て、神の不在が事実であることを知る。 |               |                                                           |                        |                                |               |           |
| 86 | 3             | "地獄のループ" "Yabba Dabba Do Me"                        | Nathan Hope            | Joe Henderson                  | 2021年9月10日 | TBA       |
| リンダはルシファーとの体験談を書き始める。ルシファーは今度は嫌いな人間を救おうとする。かつてクロエを撃ち、後に死んだジミー・バーンズを救うためにクロエとともに地獄に行く。二人はジミーのループであるアニメの世界に入り閉じ込められる。二人はジミーの苦しみの背景を探り、子供時代に母親に捨てられた体験であることを知る。ルシファーはジミーの苦しみを理解し、気にかけるようになる。次に二人はダンに会いに行くが見つけられない。謎の天使は実体のない幽霊のダンを連れて地上のルシファーのペントハウスに来る。天使は戻ったルシファーを攻撃し、娘であると名乗る。アメナディエルは警官の実地訓練を始める。メイズは犯罪者のふりをして彼を助けようとする。 |               |                                                           |                        |                                |               |           |
| 87 | 4             | "父親の見つけ方" "Pin the Tail on the Baddie"             | Viet Nguyen            | Carly Woodworth                | 2021年9月10日 | TBA       |
| ルシファーは自分を襲った謎の天使が自分の娘かどうか確かめるため、生まれた頃と思しき90年代末ごろに地上で寝た女を、クロエには内緒で一人一人訪ねる。クロエに見つかったのち、今はラビになっているエスターに二人で会って、父親が誰かわからない娘のミラが5年間行方不明と聞く。ルシファーはミラを探し当てるも、謎の天使とは別人である。ダンはルシファーがいつでも自分を地上に戻すことができたと聞いて怒る。幽霊であるために、メイズとアメナディエル以外の誰にも姿を見られることがない。ダンは地獄に戻りたがるが、ルシファーにも戻すことはできない。謎の天使がクロエの前に現れ、抱きしめて「ママ」と呼ぶ。 |               |                                                           |                        |                                |               |           |
| 88 | 5             | "ルシファー殺人事件" "The Murder of Lucifer Morningstar"  | Lisa Demaine           | Lloyd Gilyard Jr.              | 2021年9月10日 | TBA       |
| 謎の天使はオーロラ、愛称ロリを名乗り、未来から来たクロエとルシファーの娘だと言う。オーロラが心の中で温めていた名前であったためクロエは信じる。ロリは産まれる前に自分を捨てたとルシファーを責めるが、父神に捨てられた自分が子を捨てるはずはないとルシファーは否定する。ロリが生まれる前に"アズラエルの剣"で殺されることになると疑う。ロリはメイズとイブに会ってイブだけをおばさんと呼び、アメナディエルのことは知らないと言い、疑念を掻き立てる。エラはルシファーやアメナディエルの正体を疑い始める。剣が盗まれ、ルシファーはロリを疑って怒らせる。実はルシファーを守るためにクロエが隠したことが分かり、クロエは剣の影響下でルシファーと闘う。剣を一時手にしたクロエにはダンの姿が見えて二人は会話を交わすが、やがて見えなくなる。 |               |                                                           |                        |                                |               |           |
| 89 | 6             | "新米警官の初仕事" "A Lot Dirtier Than That"              | Claudia Yarmy          | Ildy Modrovich                 | 2021年9月10日 | TBA       |
| アメナディエルは新米警官としての勤務を始め、幽霊のダンに付きまとわれる。殺人事件が起き、かつてケーレブへの差別的言動を行ったライベン刑事に会う。捜査方針をめぐってライベンと対立しながら無実の黒人女性を救う。ルシファーはリンダの助言でロリとの関係改善を試みるもうまく行かない。 |               |                                                           |                        |                                |               |           |
| 90 | 7             | "親友の結婚式" "My Best Fiend"                            | Nathan Hope            | Julia Fontana                  | 2021年9月10日 | TBA       |
| メイズとイブの結婚式の前日、イブの元夫のアダムが現れて結婚を妨害し、イブを連れ戻そうとする。メイズがいずれ母リリスのようになることを恐れるあまり結婚は危機に瀕するも、ルシファーが修復して式が執り行われる。クロエとアメナディエルはLA警察の不正を知り、正すことを誓う。ロリは未来を教えることを拒否するも、クロエの死の床にも現れなかったとルシファーを責める。結婚式後のパーティーで、酔ったエラは天界の住人達の正体と世界の終末を口にする。 |               |                                                           |                        |                                |               |           |
| 91 | 8             | "悪魔を救って世界を救え" "Save the Devil, Save the World" | D・B・ウッドサイド     | Aiyana White                   | 2021年9月10日 | TBA       |
| エラに世界の終末が迫っていると聞かされたルシファーは天界に戻って神になろうとするが、翼を生やすことができない。ルシファーについてリンダが執筆中の原稿を友人たちと読むが原因はわからない。メイズはダンを天界に送るため、ダンの罪悪感の素を探る。クロエはルシファーにロス市警に戻りたいと告げる。原稿を読んで過去を追体験したルシファーは、神になりたくないことを悟る。ロリも原稿を読み、ルシファーのクロエへの愛を理解する。アメナディエルは終末の原因を知る。 |               |                                                           |                        |                                |               |           |
| 92 | 9             | "さよならルシファー" "Goodbye, Lucifer"                   | ケヴィン・アレハンドロ | Chris Rafferty                 | 2021年9月10日 | T13.22909 |
| 神の不在のために兄弟姉妹の天使たちが気ままな行動をとり、ダンを殺した犯人ルメックが脱獄する。アメナディエルはそのドミノ効果によって世界が終末に向かっていると語る。ルシファーに神になることを求めるが断られる。アメナディエルは自分が神となり、地上に住み兄弟姉妹の天使たちと協力して働こうと決める。ダンはルメックに憑依して制御し、娘トリクシーに会いに行ったのちに解脱して天国に昇る。ロリによればルシファーが失踪することになる8月4日、ルシファーは運命を受け入れてロリと時を過ごし、友人たちに別れを告げる。クロエはロリを身ごもったことを知る。一日の終わりにルシファーはクロエとともに安全な部屋に閉じこもるも、憑依の解けたルメックがロリを誘拐してルシファーを失踪する運命の場所に呼び出す。 |               |                                                           |                        |                                |               |           |
| 93 | 10            | "永遠のパートナー" "Partners 'Til the End"                | Sherwin Shilati        | Joe Henderson & Ildy Modrovich | 2021年9月10日 | T13.22910 |
| ルシファーとクロエはロリを救いに行き、ルメックの仲間たちと闘う。ルシファーはロリを救うため、命を投げ出そうとする。ロリは縛めを抜け出し、悪魔の顔を見せてルメックを殺そうとするが、ルシファーの説得で止める。クロエがルメックを殺す。ルシファーとクロエはダンが天国に行ったと聞いて喜ぶ。ルシファーは自分の使命が地獄の番人ではなく、さまよう魂を救うことであると知る。ロリは自分の時間旅行がルシファーに使命を見つけさせることであったことを悟り、クロエの前から姿を消したはずの歴史を変えないようルシファーに約束させて未来に戻る。ルシファーは約束を守って姿を消す。アメナディエルは神となるも地上で暮らす。チャーリーには翼が生える。エラはキャロルと付き合う。ダンは天国でシャーロット・リチャーズと再会する。メイズとイブは賞金稼ぎを続ける。クロエはロス市警に復職して警部補となり、ロリを出産する。 未来、老いたクロエは過去から戻ってきたロリに看取られて病死する。アメナディエルに導かれて地獄に行き、リンダの部屋そっくりの場所でさまよう魂たちのセラピストとなっているルシファーに再会する。 |               |                                                           |                        |                                |               |           |

1. ↑  S4E8

## クロスオーバー
アローバースのクロスオーバー・イベント『クライシス・オン・インフィニット・アース』のパート3に当たる『THE FLASH/フラッシュ』シーズン6 第9話で、ルシファーが『ARROW/アロー』のジョン・ディグルとミア・スモーク、『レジェンド・オブ・トゥモロー』のジョン・コンスタンティンとやりとりをする様が描かれた。このやりとりは、トム・エリスによれば『LUCIFER/ルシファー』シーズン1よりも前の出来事である。
上記のクロスオーバーを受けて、以前からアローバースとのクロスオーバーを切望していた『LUCIFER / ルシファー』のショーランナーのジョー・ヘンダーソンは、ルシファーとジョン・コンスタンティンのクロスオーバー・エピソードのアイディアがあることを仄めかしている。